# Сольвычегодск
Сольвычего́дск — город в России, в Котласском районе Архангельской области. Административный центр Сольвычегодского городского поселения. Курорт (лечение грязями). Входит в перечень исторических поселений России.

## География

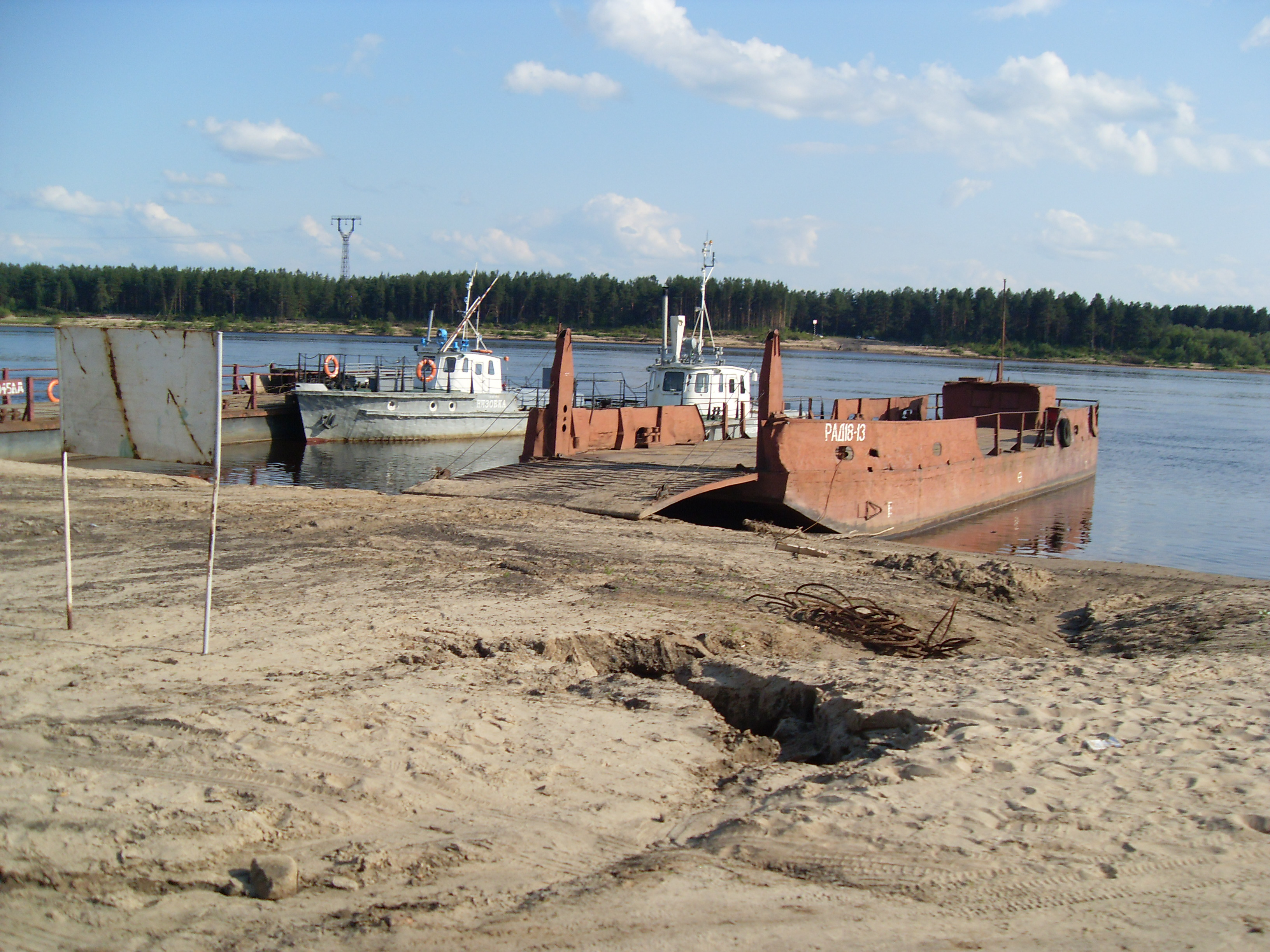
Причал в Сольвычегодске

Город расположен на правом берегу реки Вычегды (приток Северной Двины), к северу от автодороги А123, в 34 км от железнодорожной станции Сольвычегодск, в 630 км от Архангельска, в 35 км от Котласа, в 12 км к западу от города Коряжма и в 90 км от Великого Устюга. Железнодорожная станция Сольвычегодск расположена в посёлке Вычегодский на другой стороне реки Вычегды на расстоянии в 10 км от города Сольвычегодск по прямой с использованием парома. Без парома ближайший путь на станцию через понтонную переправу в Коряжме составляет 34 км.

## Климат
| Показатель                      | Янв. | Фев.  | Март  | Апр. | Май  | Июнь | Июль | Авг. | Сен. | Окт. | Нояб. | Дек.  | Год  |
| ------------------------------- | ---- | ----- | ----- | ---- | ---- | ---- | ---- | ---- | ---- | ---- | ----- | ----- | ---- |
| Средний суточный максимум, °C   | −11  | −8,7  | −1    | 6,8  | 14,5 | 18,8 | 22,5 | 18,6 | 12,5 | 4,1  | −2,8  | −7,7  | 5,6  |
| Средняя температура, °C         | −15  | −13   | −5,9  | 1,7  | 8,6  | 14,4 | 18,2 | 15   | 8,3  | 1,5  | −5,5  | −11,1 | 1,4  |
| Средний суточный минимум, °C    | −19  | −17,2 | −10,8 | −3,4 | 2,6  | 9,9  | 13,9 | 11,3 | 4    | −1,2 | −8,2  | −14,5 | −2,7 |
| Норма осадков, мм               | 33   | 23    | 23    | 35   | 46   | 78   | 77   | 76   | 54   | 54   | 44    | 40    | 583  |
| Источник: Климат: Сольвычегодск |      |       |       |      |      |      |      |      |      |      |       |       |      |

## История
Впервые упоминается в 1492 году в Синодальной летописи, когда были отправлены на реку Печору «сведущие в горном деле люди», в том числе «Пермичей, Вымечей и Усольцев 100 человек».
По мнению В. В. Зверинского, в 1498 году был основан мужской Борисоглебский монастырь. В конце XVIII в. предпринимались попытки выяснения дат строительства зданий Сольвычегодского Введенского монастыря. Пожар 1770 года уничтожил документы, и единственным известным источником информации на начало XX в. являлся Сольвычегодский летописец, описывающий события 1533—1578 гг.
В Вычегодско-Вымской летописи под 1517 г. имеется следующая запись:

Лета 7025 повеле князь великий Василей Оникею сыну Фёдорову Строганова с братьею Вычегодским Усольем владети по жаловалной и на князя великого соли варити

Также в летописи под 1385 г. имеется запись (Солдор — зырянское название Сольвычегодска):

Лета 6893 владыко новугородский разгневан бысть зело, како посмел Пимен митрополит дати епархия в Перме, в вотчине святей Софии, и прислал дружинники воевати пермскую епархию. Позвал владыко Стефан устюжан, им бы беречи Пермскую землю от разорения. Устюжане побили новугородцев под Чорной рекой под Солдором

Название «Сольвычегодск» произошло от того, что первоначально жители будущего города селились у Соляного озера, и ещё в XV в. он назывался посад Усолье (или город Усольск). С конца XV — начала XVI вв. богатые соляные варницы города и его местонахождение на торговом пути с сибирскими народами привлекали поселенцев из Русского государства, в числе которых были Строгановы, выделявшие из своих доходов достаточно средств на строительство города. В это время город называют Соль-Вычегодская.
Город не раз горел, особенно сильно — в 1579 г., в 1613 г., во времена Смуты, быв разорён литовцами, однако в течение XVI и XVII вв. представлял собой значительную крепость.
Летом 1648 г. вслед за Москвой (Соляной бунт) в Соли Вычегодской началось народное восстание против сбора старых налогов за 1647 год в тройном размере.
С конца XVII века Сольвычегодск известен самобытной живописной школой — Усольской эмалью. В XVII—XIX вв. город становится одним из главных центров русского искусства. Помимо росписи по эмали развивается здесь и иконопись (строгановская школа).

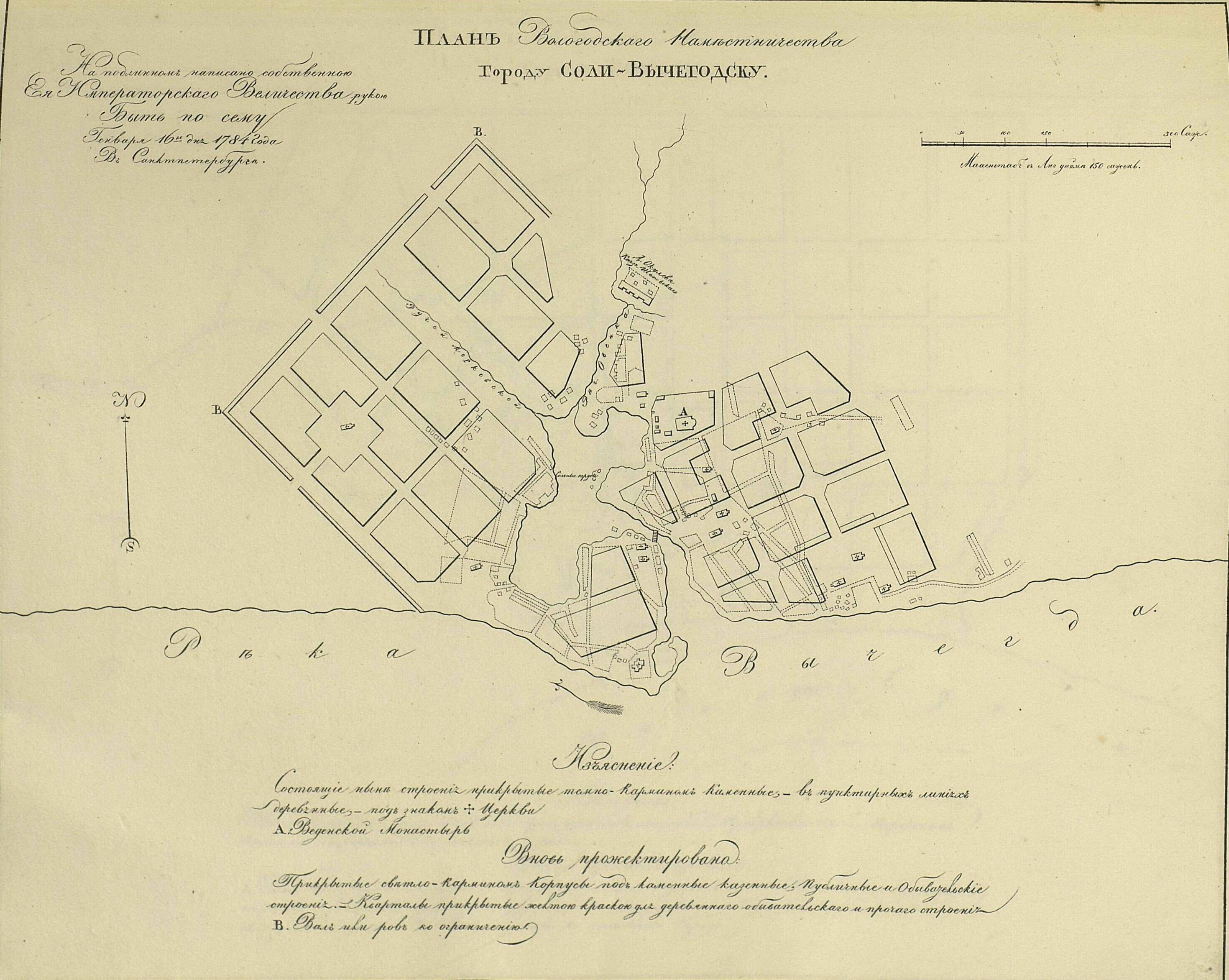
План Сольвычегодска, 1784 год

В 1708 г. город в составе Архангелогородской губернии, а в 1719 году вошёл в Великоустюжскую провинцию той же губернии. В 1780 г. в составе той же провинции перешёл в Вологодское наместничество и в 1796 году стал уездным городом Сольвычегодского уезда Вологодской губернии.
Город был местом политической ссылки. Дядю А. С. Пушкина, Павла Исааковича Ганнибала, сослали в Сольвычегодск в 1826 году. В начале XX в. в городе проживало 450 ссыльных[уточнить]. В доме, где с 1908 по 1910 гг. отбывал ссылку И. В. Сталин, расположен Музей политических ссыльных, он же — Музей И. В. Сталина.
В июне 1913 г. Сольвычегодск посетил Николай Емельянович Макаренко, издавший в 1918 г. монографию «Искусство Древней Руси. У Соли Вычегодской». Борис Иванович Дунаев также посещал город и в 1914 г. выпустил книгу «Город Сольвычегодск». 1 мая 1919 года был открыт Сольвычегодский музей.
В 1923 г. в городе открыт бальнеогрязевый курорт.
В 1924—1928 гг. (в составе Северо-Двинской губернии) и в 1938-1958 гг. (в составе Архангельской области) Сольвычегодск был центром Сольвычегодского района.
С 1937 г. Сольвычегодск находится в составе Архангельской области.
Крупным историком и краеведом города считается Алексей Соскин.

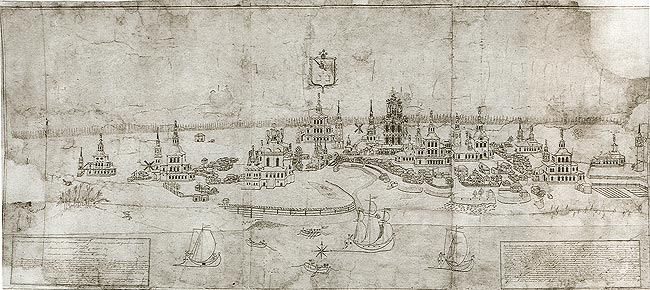
Афанасий Чудинов. Перспективный план Сольвычегодска, 1793 год

## Население
| 1856  | 1867  | 1897  | 1926  | 1931  | 1939  | 1959  | 1970  | 1979  | 1989  | 1992  | 1996  |
| ----- | ----- | ----- | ----- | ----- | ----- | ----- | ----- | ----- | ----- | ----- | ----- |
| 1300  | ↗1334 | ↗1710 | ↗2100 | ↗2300 | ↗3000 | ↗3545 | ↗3851 | ↗4094 | ↘4004 | ↘4000 | ↘3900 |
| 1998  | 2000  | 2001  | 2002  | 2003  | 2005  | 2006  | 2007  | 2008  | 2009  | 2010  | 2011  |
| →3900 | →3900 | →3900 | ↘2843 | ↘2800 | ↘2600 | ↘2500 | →2500 | ↘2400 | ↗2447 | ↗2460 | ↘2448 |
| 2012  | 2013  | 2014  | 2015  | 2016  | 2017  | 2018  | 2019  | 2020  | 2021  | 2023  |       |
| ↘2398 | ↘2350 | ↘2261 | ↘2217 | ↘2148 | ↘2098 | ↘2032 | ↘1949 | ↘1875 | ↗1952 | ↘1858 |       |

На 1 января 2025 года по численности населения город находился на 1118-м месте из 1124 городов Российской Федерации.
По писцовой книге в 1647 всего у Соли на посаде торговых и жилых людей 493, нетяглых 239, ямских земских 10, при церквях и монастырях нищих 160, да 15, да 10 (185), Попов и причетников 122, суконной сотни 10. Всего 1059 мужского пола в основном, сколько-то вдов и т.п.
В 1897 году в Сольвычегодске было 1 710 человек, из них 863 мужчины и 847 женщин. Православных — 1 383, римско-католиков — 11, протестантов — 1, магометан — 1. Дворян — 185, православного духовенства — 126, городских сословий — 621, крестьян — 109, военного сословия — 344 человека.

## Архитектура Сольвычегодска XVI—XVIII вв.
Сольвычегодск в XVII в. имел укреплённый острог со рвом, который охватывал старую часть города возле Благовещенского собора на правом берегу Усолки. Острог состоял из квадратных или треугольных срубов, засыпанных землёй и камнями с тыном поверх них и из четырёх проезжих и четырнадцати глухих башен. Остальная часть города, расположенная на левом берегу реки, тоже была окружена таким же острогом с шестью воротными и шестнадцатью глухими башнями и рвом.

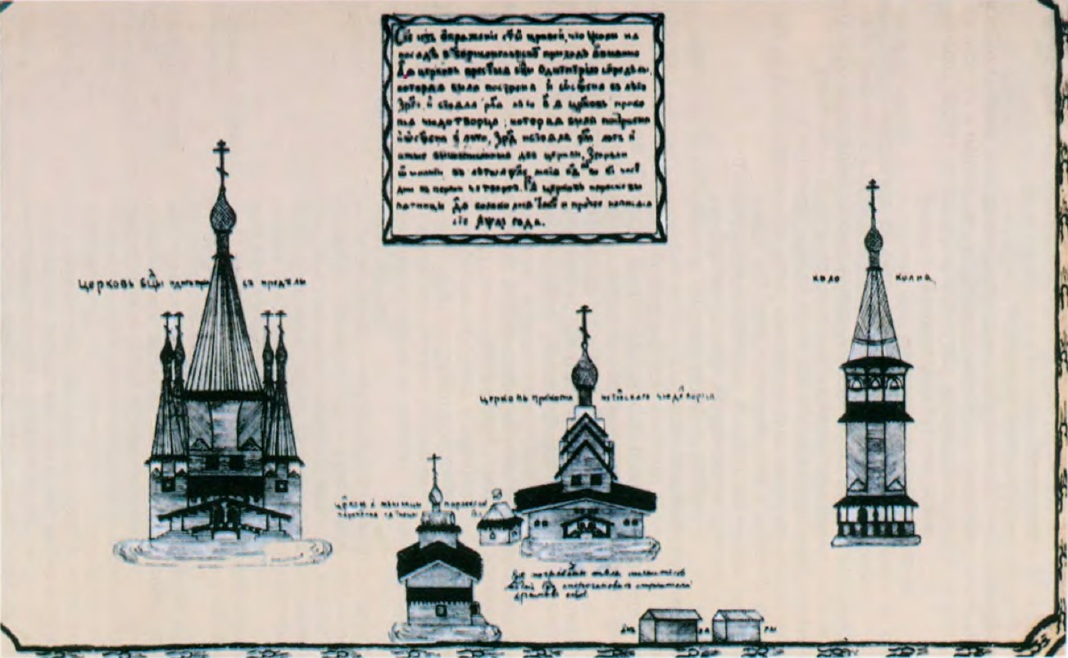
Церкви Борисоглебского монастыря, XVII век
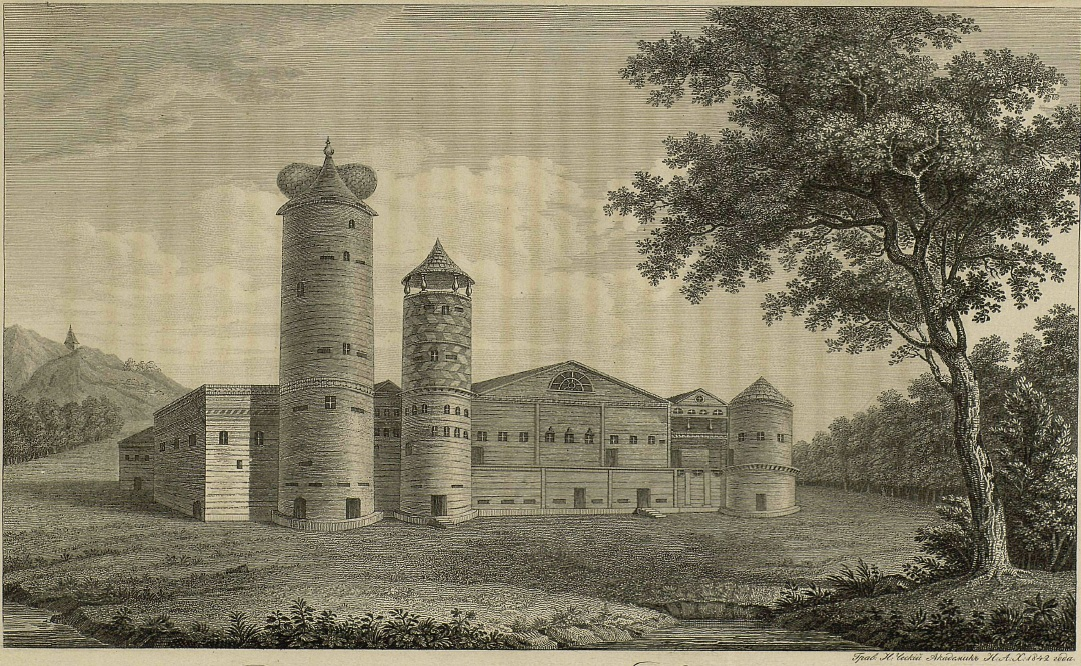
Хоромы Строгановых. Гравюра И. Ческого, 1842
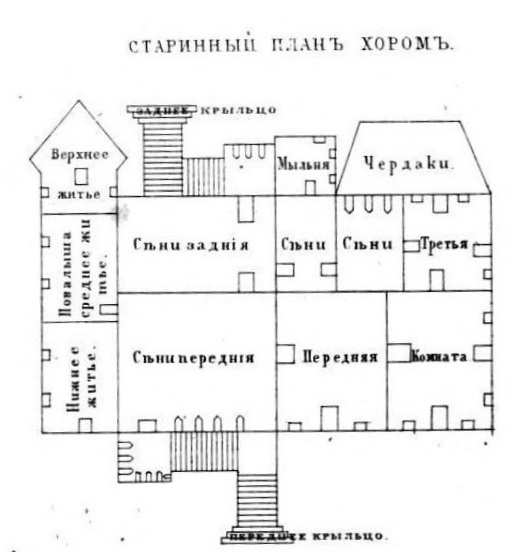
Хоромы Строгановых. План
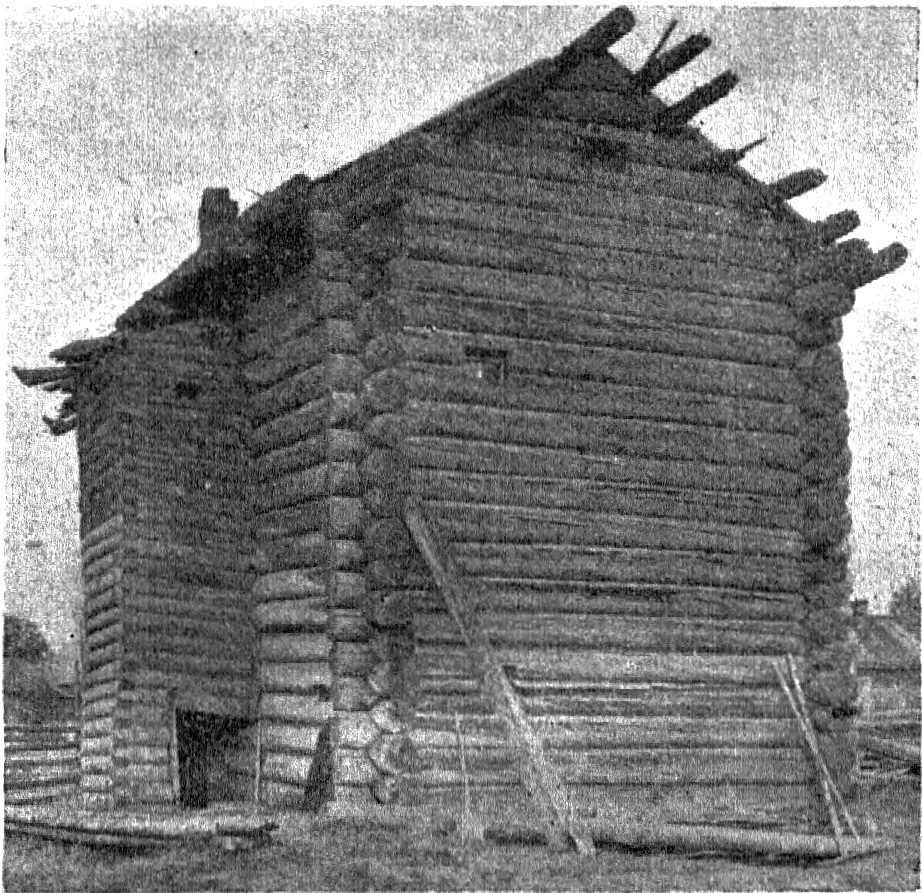
Старинный дом. Вероятно, XVIII век. Фотография начала XX века

На рисунке, с которого гравирован старинный дом Строгановых, была надпись: «…Построен в 1565 году; стоял… до 1798 года, всего 233 года. Длина дома со службами 34 сажени, вышина 21 сажень с аршином. Разобран в 1798 году».
Академик И. И. Лепехин, посетивший Сольвычегодск в 1771 г., нашёл в нём 16 церквей (8 каменных), один монастырь, 400 домов. Солеварение в этот период переживало совершенный упадок.
К 1894 году в городе было построено 12 каменных церквей, 1 каменный монастырь, 325 домов (9 каменных), 35 лавок (1 каменная), 5 складов товаров (1 каменный). Доходы города составляли 5 489 рублей, расходы 4 269 рублей; городской запасный капитал 5 361 р. Имелись двухклассные училища: мужское и женское, церковно-приходская школа, земская больница и городская богадельня. Занятия жителей: ремесла (37 чел.), отчасти промыслы, фабрик и заводов нет, три ярмарки, с оборотом на 14 900 руб. в год.

### Сольвычегодский историко-художественный музей
С 1916 г. древлехранилище Благовещенского собора — фамильная церковь Строгановых. Музей был открыт 1 мая 1919 г. как Сольвычегодский музей-хранилище, с 1955 г. — Сольвычегодский историко-художественный музей.

### Благовещенский собор

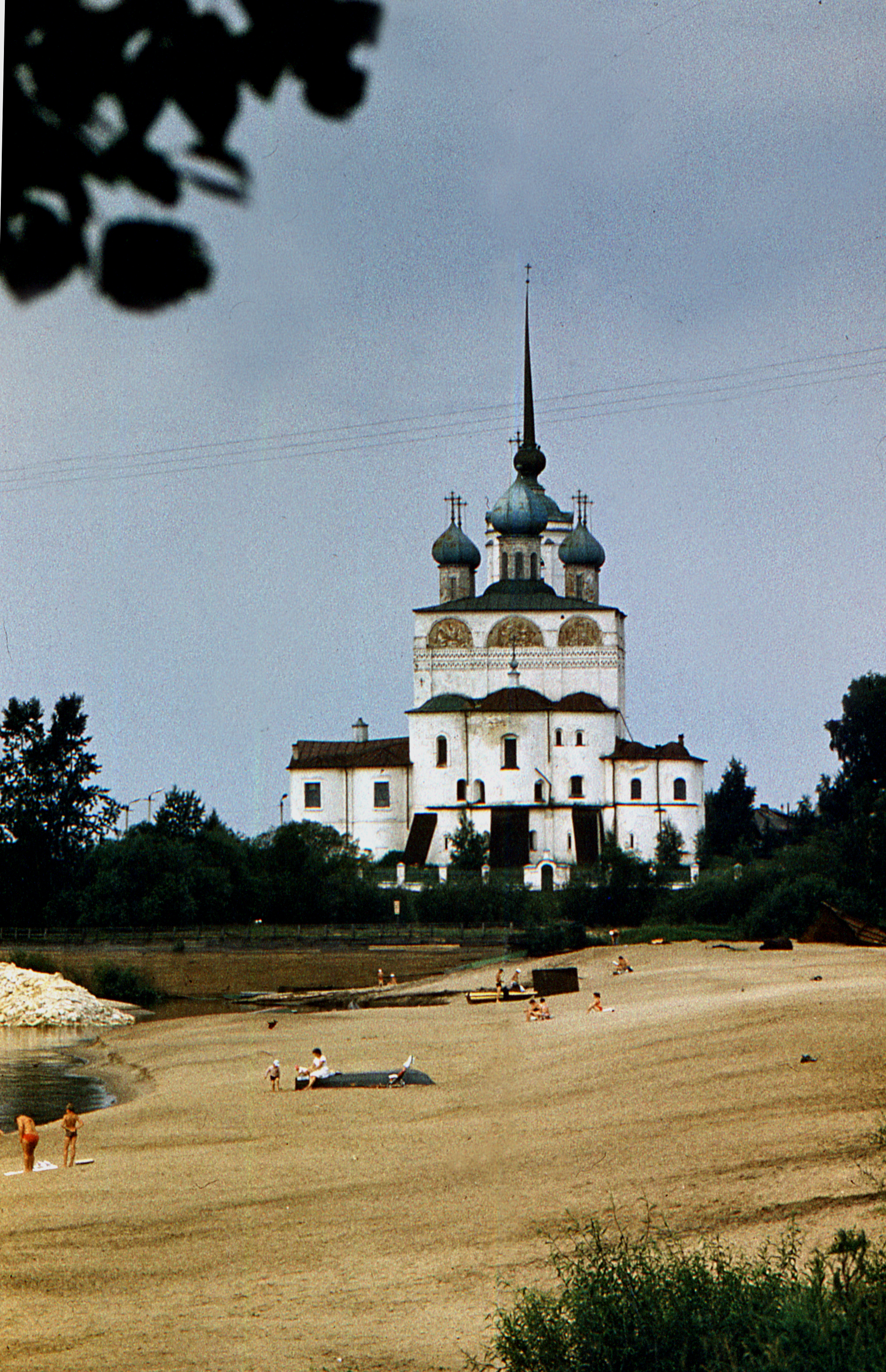
Благовещенский собор со стороны апсид

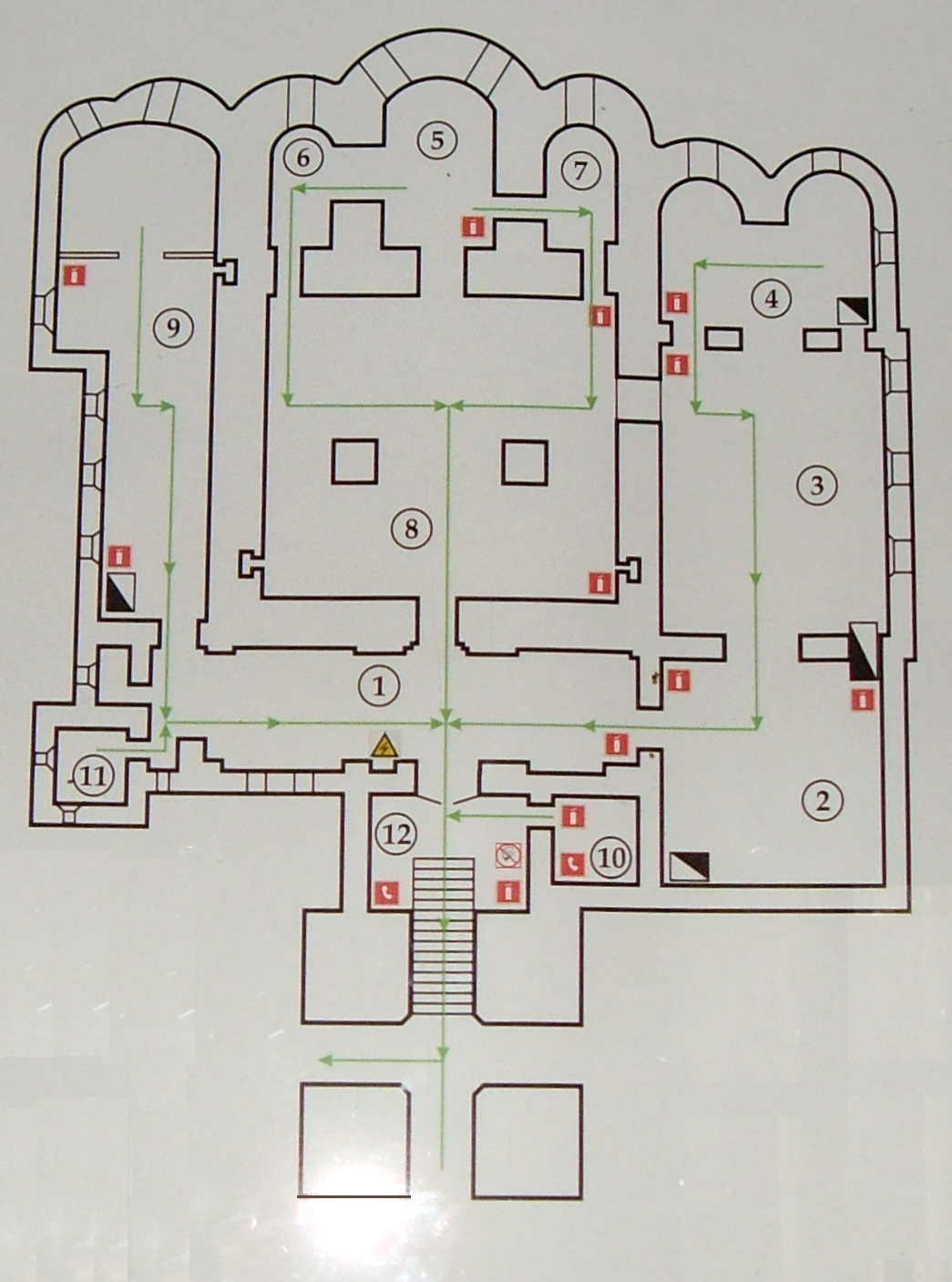
План Благовещенского собора. 1-паперть; 2,3 — основная экспозиция; 4 — алтарь южного предела; 5 — алтарь летнего храма; 6 — жертвенник; 7 — дьяконник; 8 — летний храм; 9 — фондохранилище; 10 — помещение для научных сотрудников; 11 — помещение для тех. персонала; 12 — помещение для сторожей

Собор строился с 1560 по 1584 гг., перестраивался в период с 1819 по 1826 гг. Колокольня была построена в 1826 г. Подрядчиком строительства был сольвычегодский мещанин А. М. Марков.
Первоначально собор состоял из главного храма во имя Благовещения Пресвятой Богородицы и 9-ти приделов. В отношении к главному храму Благовещения, расположение приделов было следующее:
- близ алтаря на правой стороне в храме Благовещения придел был весьма небольшой (место пустым остаётся и по сие время) во имя Иоанна Богослова;
- на левой стороне, где теперь ризница и северное отделение паперти за капитальною стеною от главного храма, приделы были: Рождества Христова, Николая чудотворца и Алексея митрополита;
- на правой стороне от храма Благовещения за капитальною стеною, где теперь тёплая церковь во имя Сретения Господня, приделы были Косьмы и Дамиана, Трёх Святителей, Феодора Сикиота, Рождества Богоматери и Петра апостола поклонение вериг.

Для входа в собор и в приделы было три крыльца, одно с южной, другое с северной и третье с западной стороны, колокольня также стояла вместе с храмом на север. В 1810 году, во время бывшего в городе пожара, обгорел и собор, только остался невредим храм во имя Благовещения Пресвятой Богородицы. Перестройке подверглись северная и южная галереи, с восточной стороны появились контрфорсы. С южной стороны пристроена тёплая церковь. Вместо прежней колокольни (бывшей в башне) построена новая, через которую был сделан вход в собор.
Размер подклета 36×32 м, высота собора 33 м. Интерьер Летнего храма Благовещенского собора до наших дней сохранил своё убранство: фресковые росписи, выполненными под руководством московских мастеров Стефана Арефьева и Фёдора Савина в 1597–1600 гг.; высокий иконостас с царскими вратами, украшенными прорезными накладками золочёного олова; иконы, часть которых была создана известными царскими изографами; архиерейское место, осветительные приборы XVI–XVII вв.
Высокий четырёхъярусный иконостас летнего храма выполнен в 1690-х гг. московским резчиком Григорием Устиновым. С конца XVI века сохранились царские врата, замечательное произведение древнерусского искусства, пример тонкой и сложной, мастерски выполненной работы. По подцвеченному фону из простой слюды проложены прорезные накладки из золочёного олова. Орнаментальные накладки, словно ажурное кружево покрывают поверхность створок и сени. Их мелкий рисунок образует сверкающее драгоценное узорочье, особенно ярко звучащее в контрасте с более крупными формами деревянной резьбы самого иконостаса.
Купол имеет уникальное пространственное построение. Объём храма развёрнут по поперечной оси север-юг. Подобная оригинальная композиция здания обусловлена двустолпной конструкцией, которая и определила его внешние формы.
В соборе действует постоянная экспозиция, на которой представлены знаменитые вклады Строгановых в сольвычегодские храмы — произведения строгановской иконописи, лицевого шитья, изделия сольвычегодских мастеров-серебрянников, редчайшие образцы миниатюрной резьбы по кости, камню, дереву.
С северо-западной стороны собора находится родовая усыпальница Строгановых, где собраны 28 надгробных плит с захоронений XVI–XVII веков.

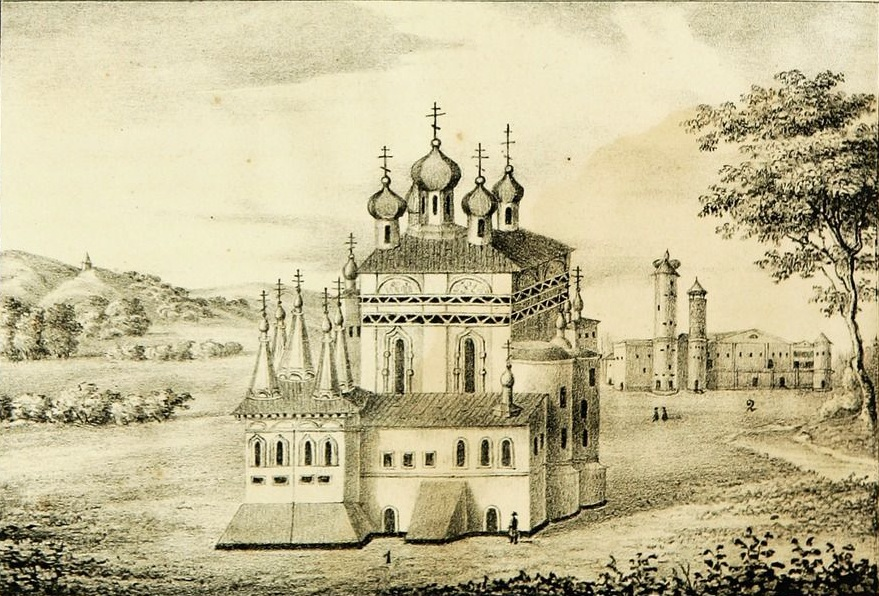
«Древний собор» и хоромы Строгановых. Рисунок в книге середины XIX века
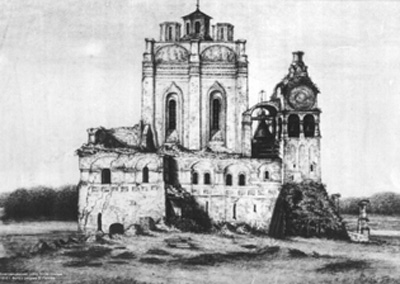
Рисунок начала XIX века
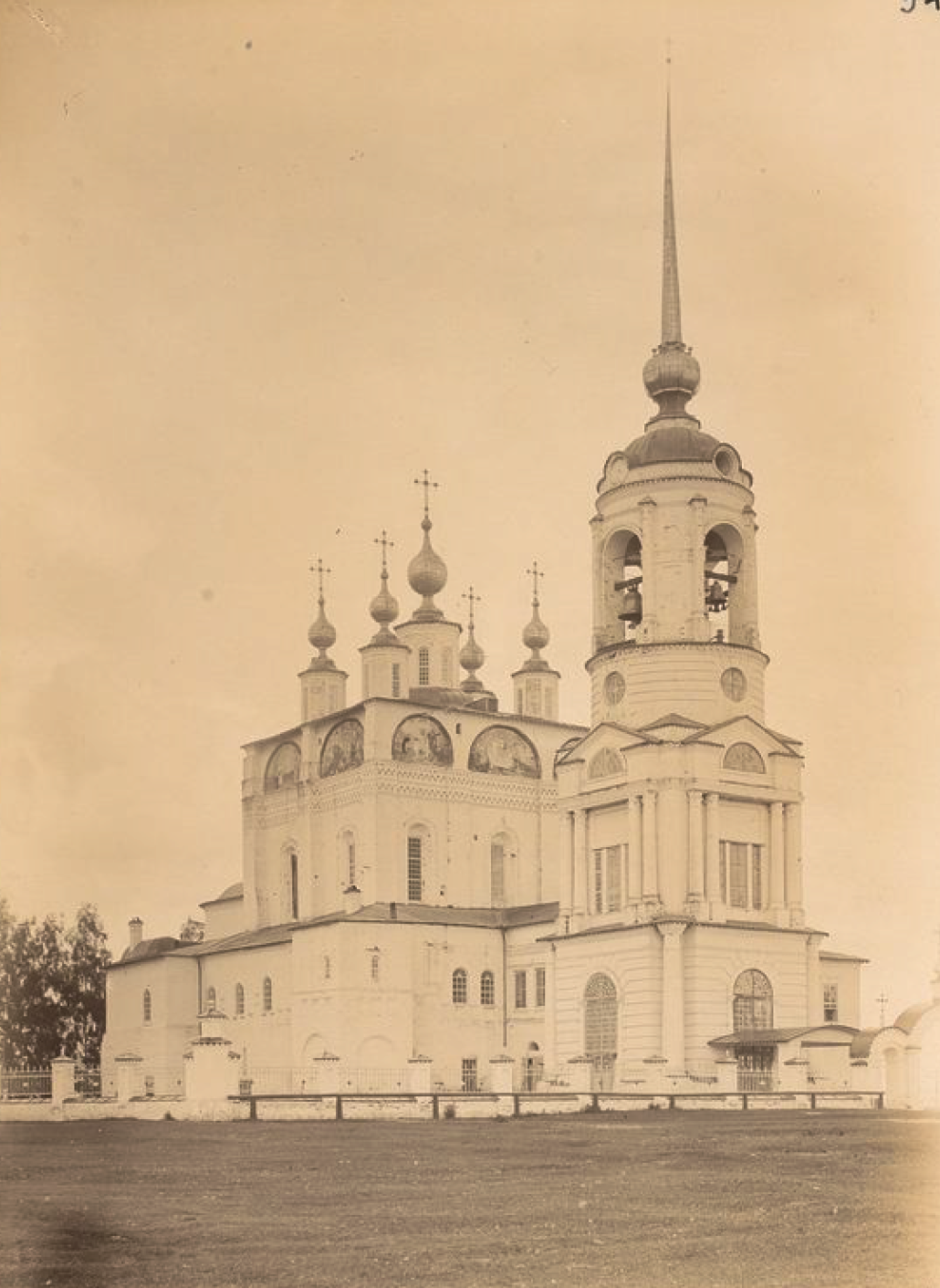
Фотография 1890 года
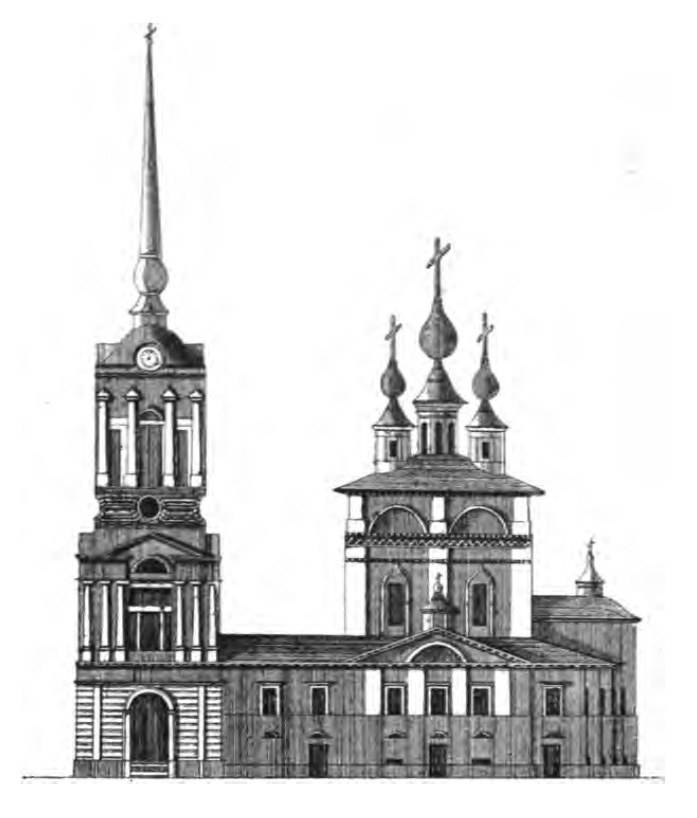
Рисунок конца XIX века. Вид с южной стороны
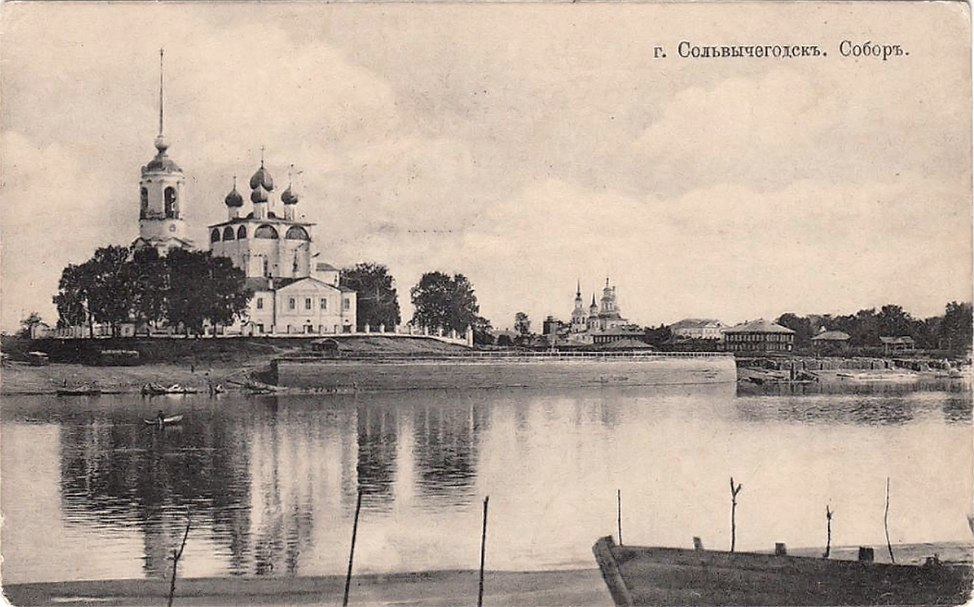
Фотография XIX века. Подпорная стенка
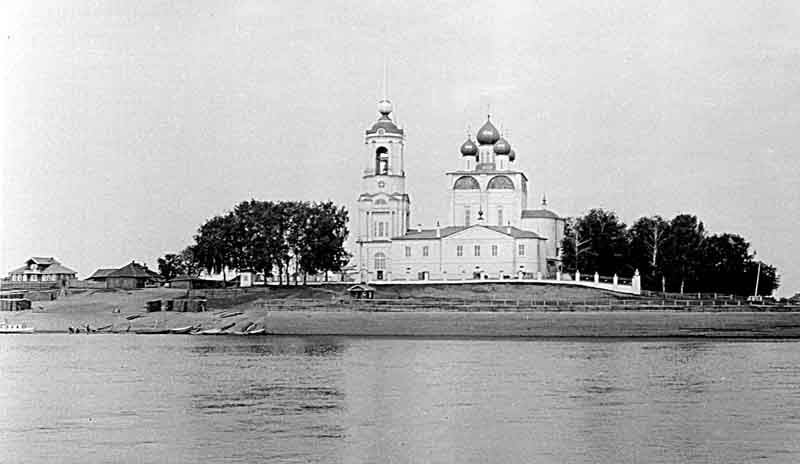
Фотография 1911 года
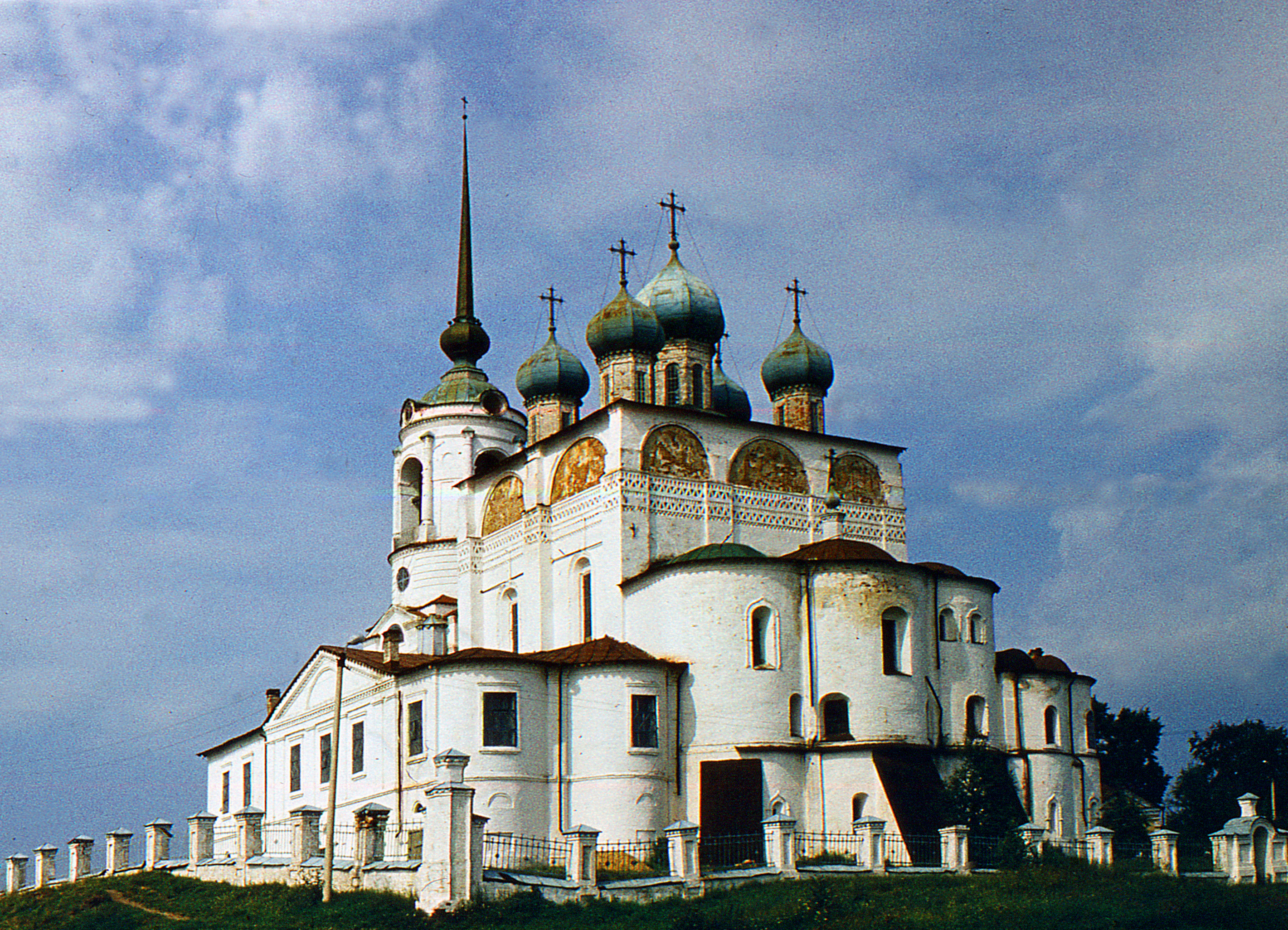
Фотография 1986 года
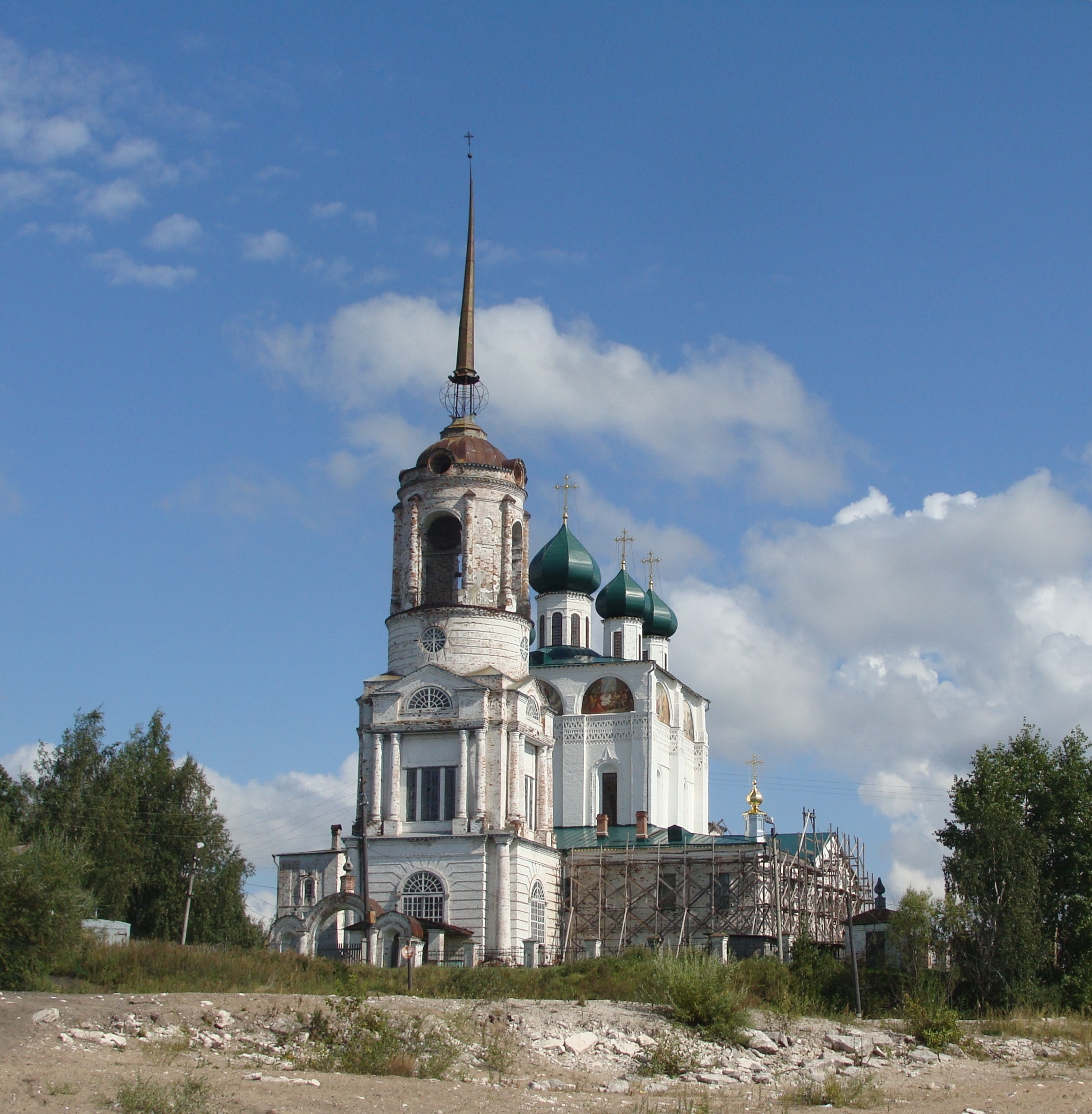
Фотография 2012 года
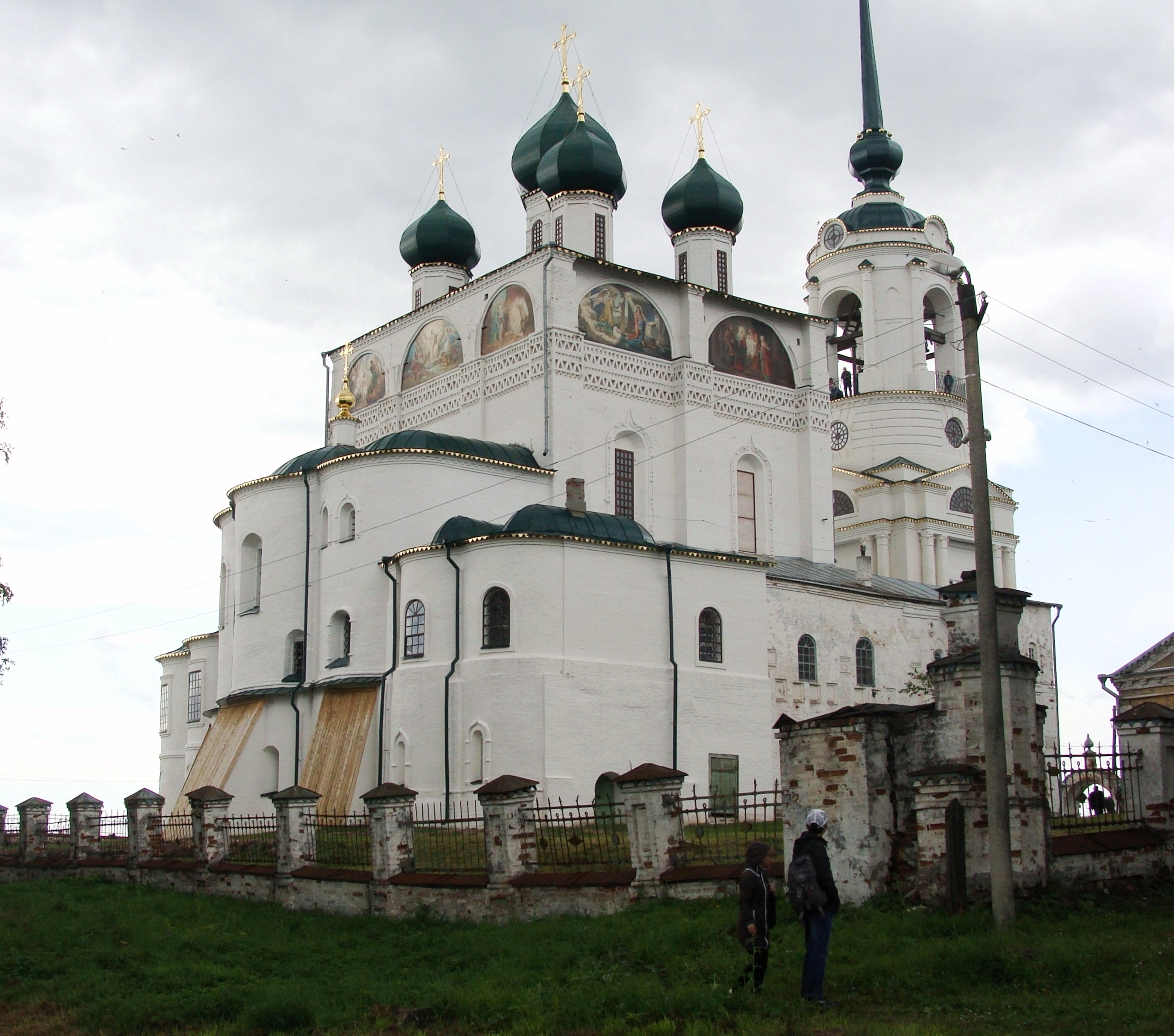
Фотография 2015 года
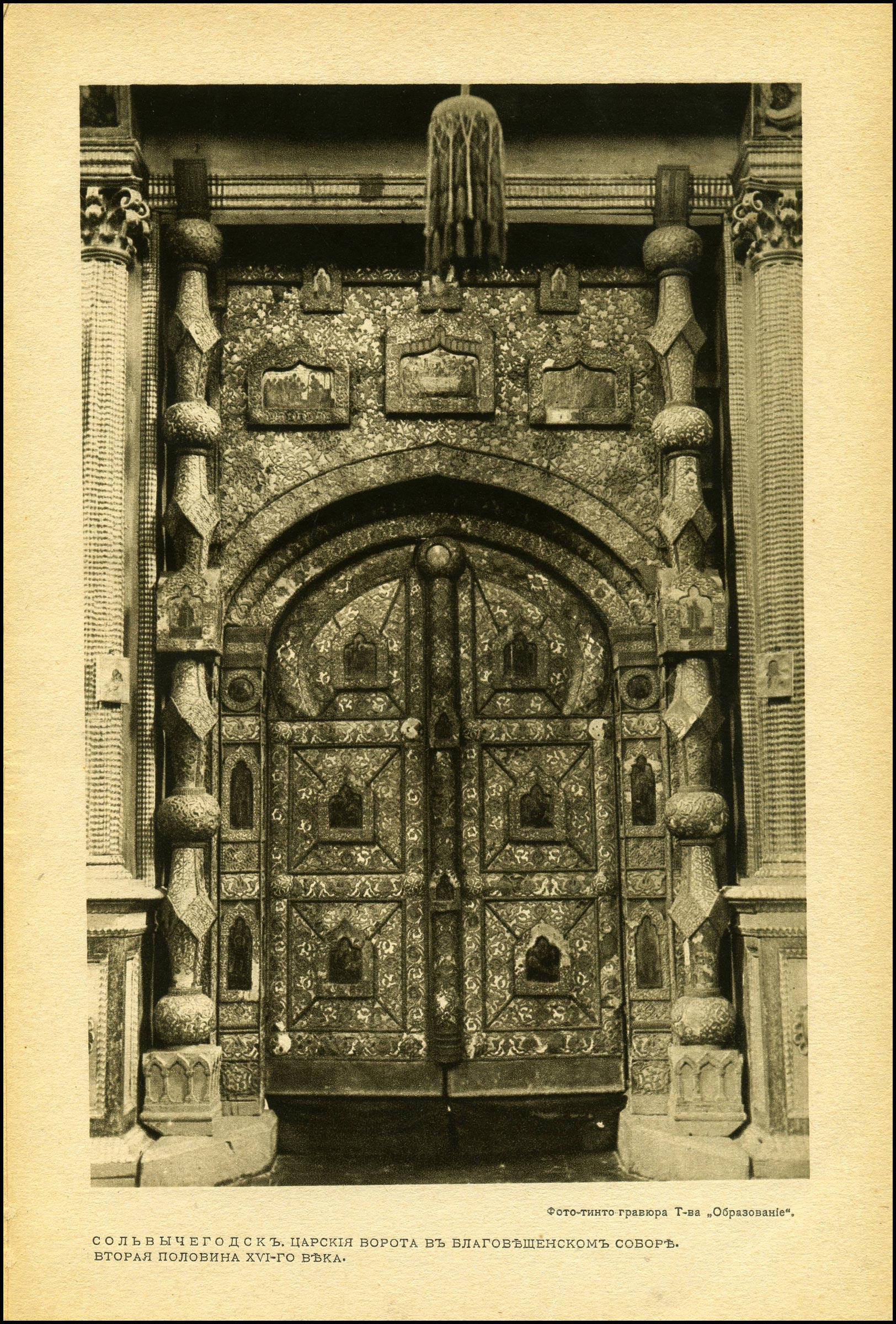
Царские врата. Фотография 1914 года
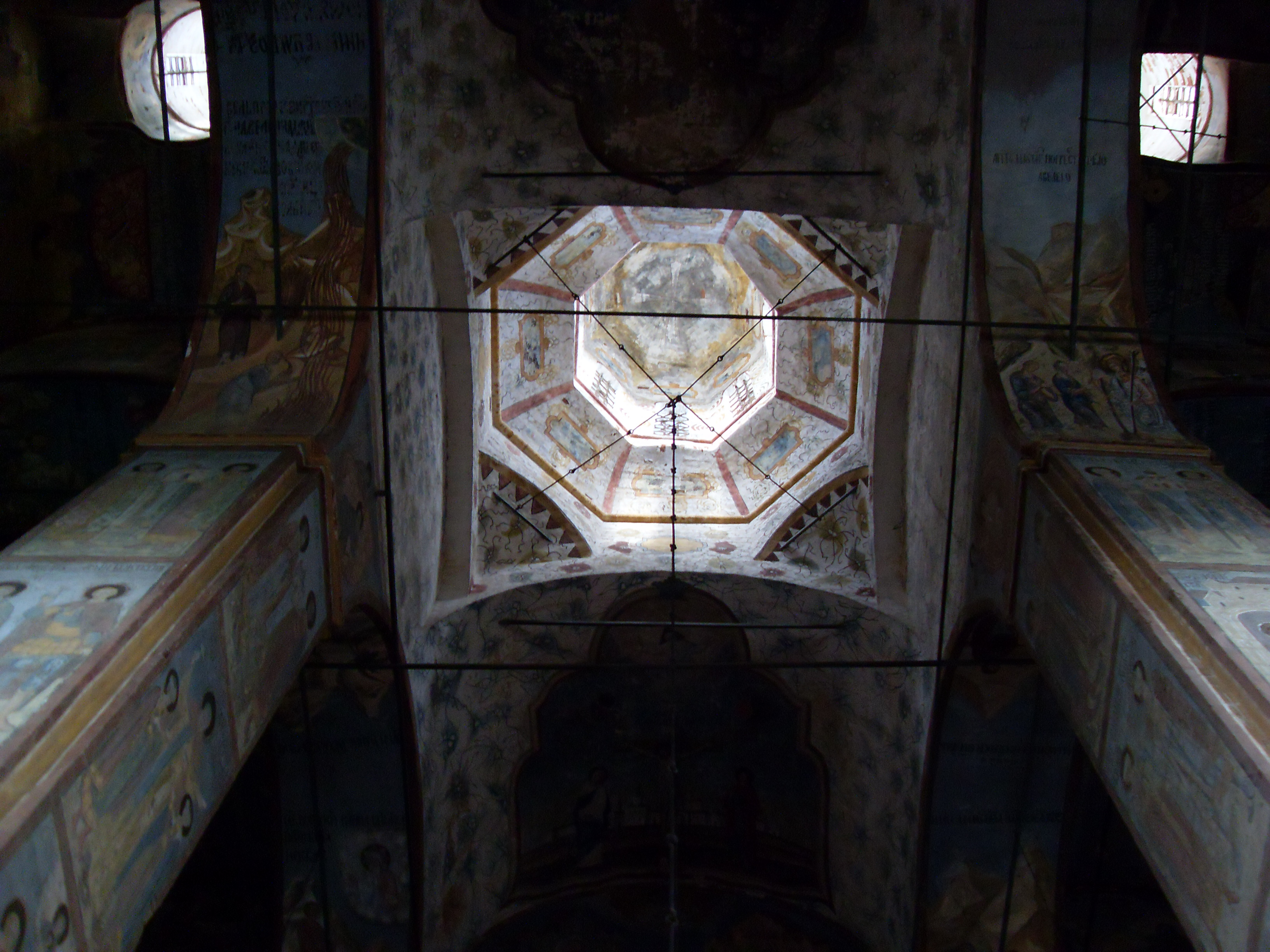
Купол собора
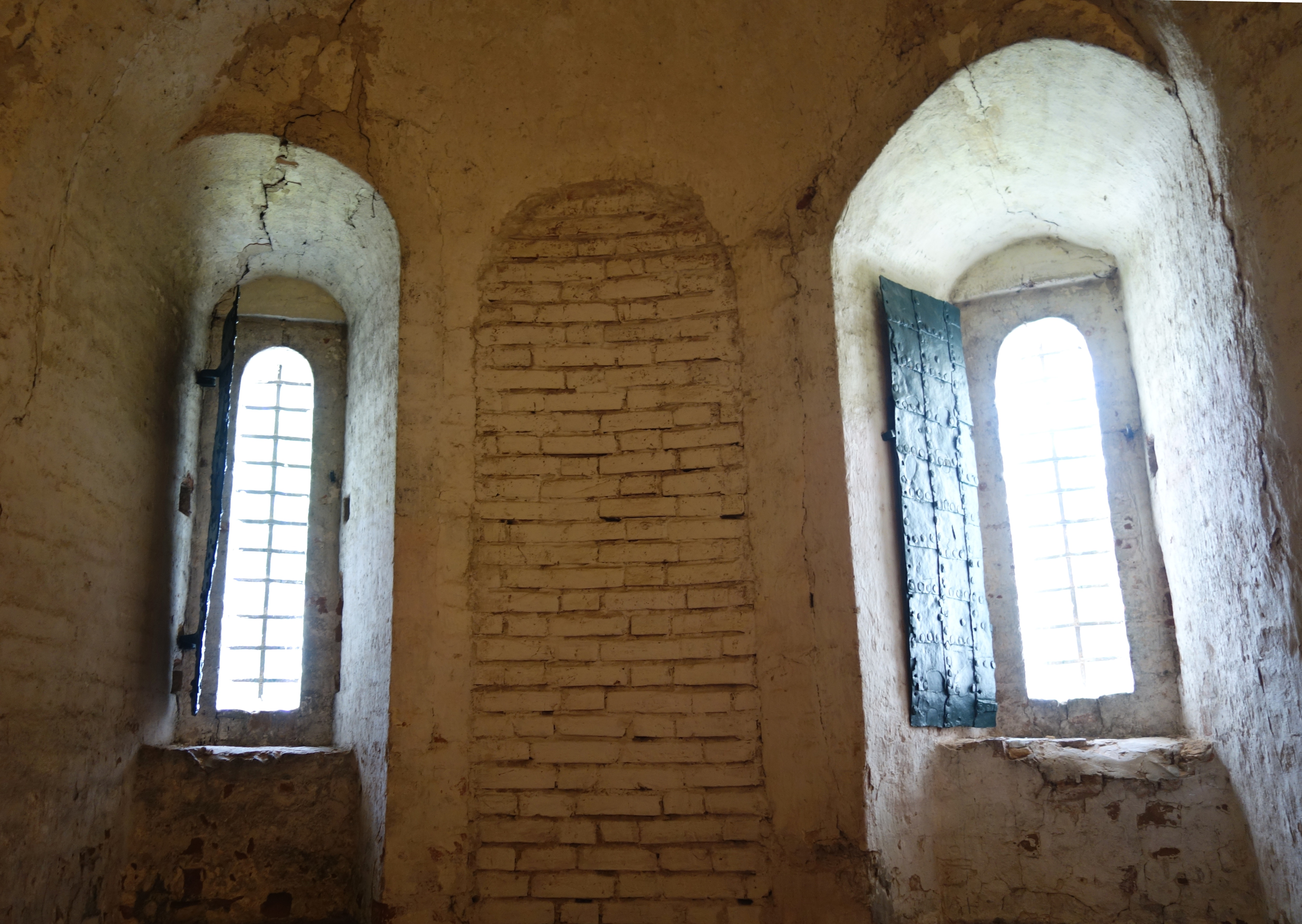
Изнутри апсиды с восточной стороны собора. За заложенным окном расположен контрфорс
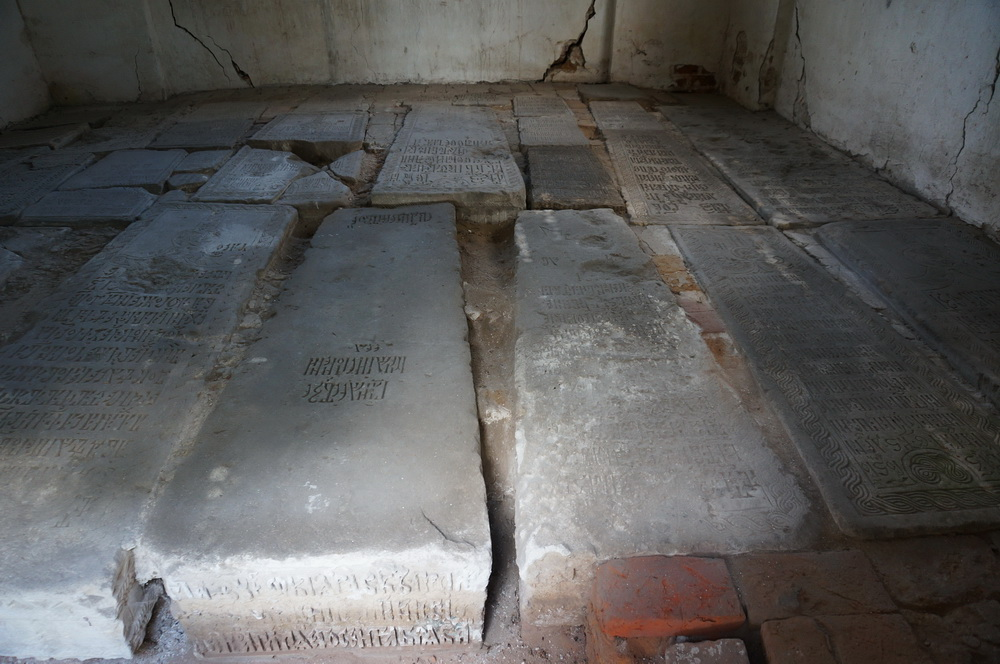
Надгробные плиты усыпальницы Строгановых

### Выставочный зал

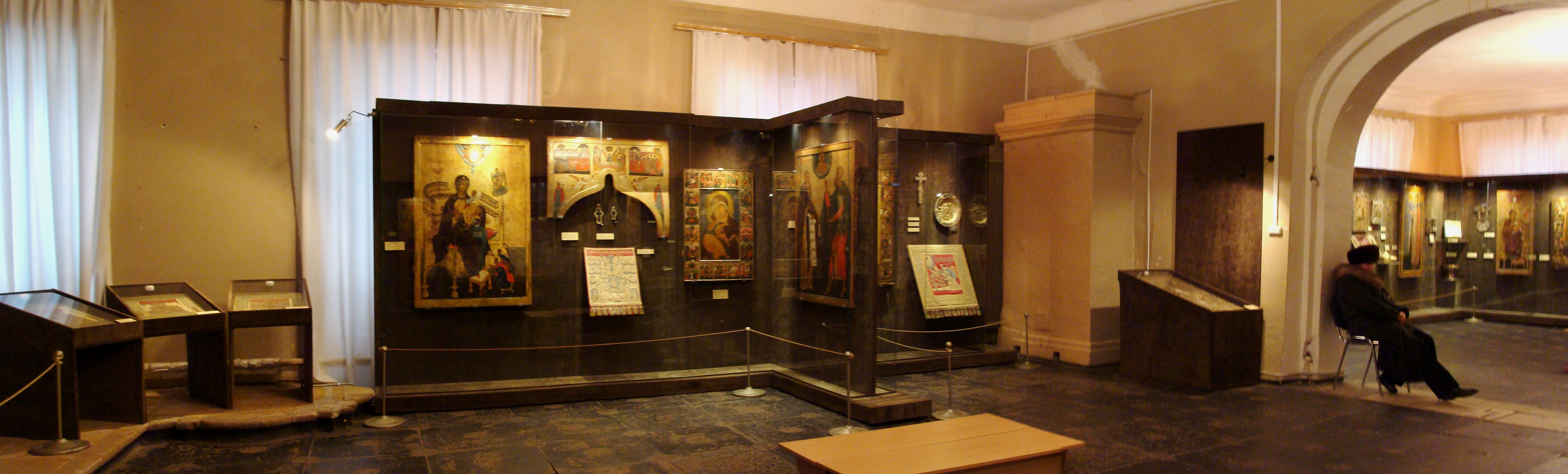
Выставочный зал музея

Представлены иконы Строгановского письма, также имеются подписные произведения Истомы Савина, Назария Истомина Савина, Постника Дербина, Истомы Елизарова, мастера Офонасия, Василея Кондакова, Фёдора Евтихиева Зубова (1667), Богдана Соболева. Есть коллекция Строгановского лицевого шитья.

### Введенский собор
Архитектурной достопримечательностью города является церковь Введения Пресвятой Богородицы во Храм.

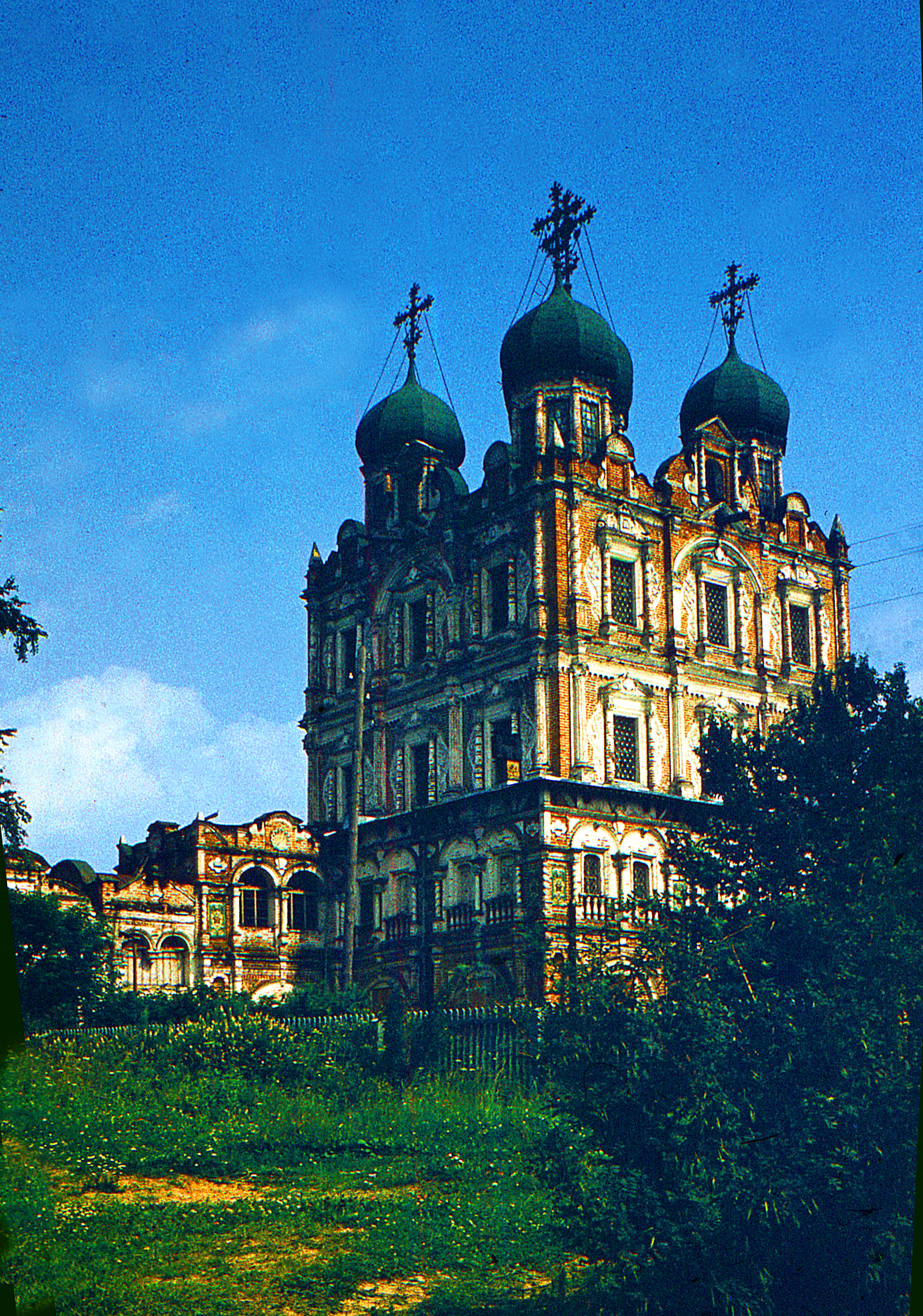
Собор Введения во храм Пресвятой Богородицы.

Это строение имеет на едином своде пять куполов, не опирающихся на колонны.
Храм построен в начале 1690-х годов как собор Введенского монастыря. Ныне монастырь упразднён, сохранился лишь собор.

### Чудо Георгия о змие
Деревянная скульптура XVII в.

### Спасообыденная церковь

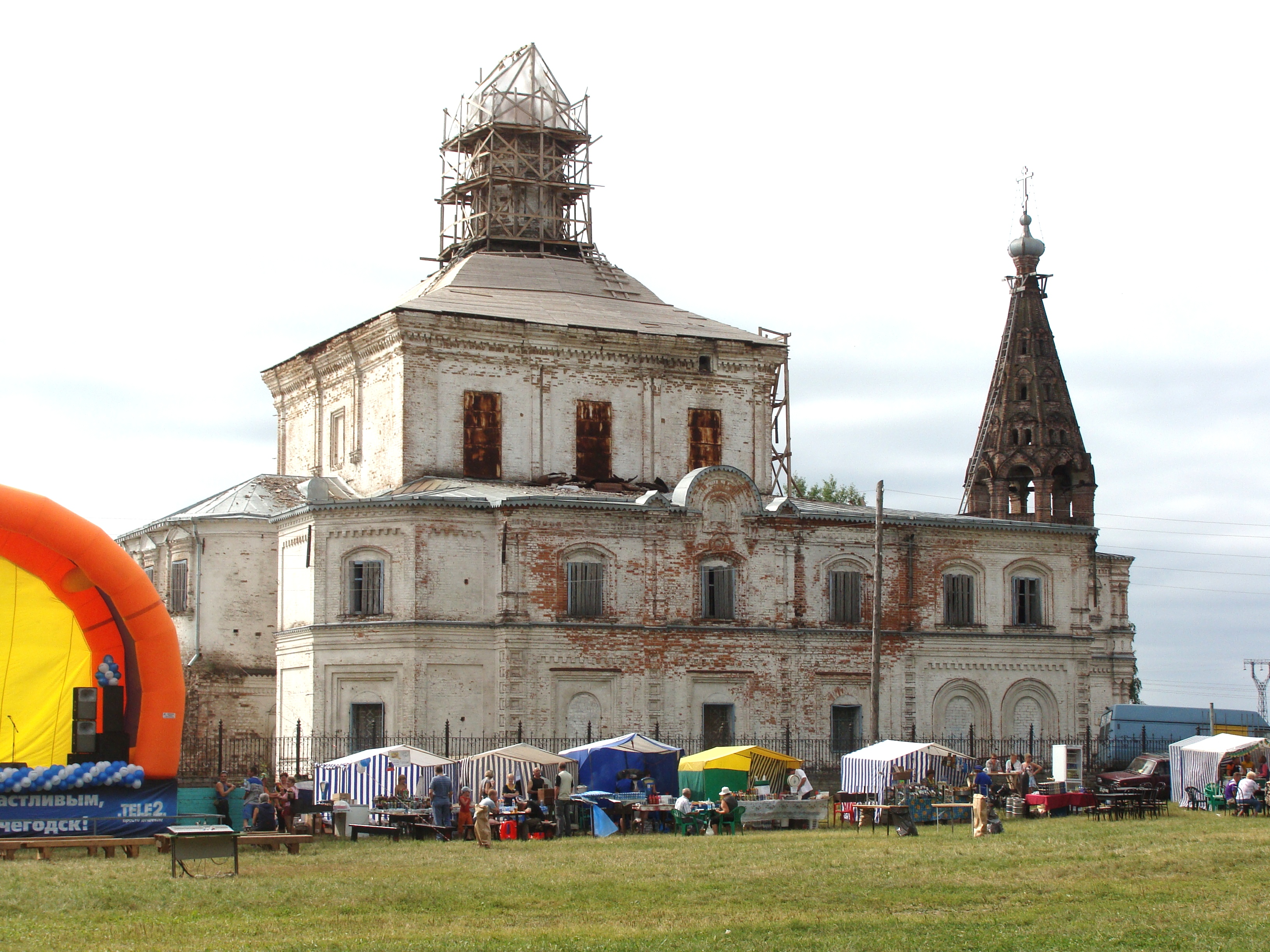
Спасообыденная церковь

Впервые деревянный храм с таким названием возник здесь в 1571 г. Он был «обыденный», то есть сооружён в один день 16 августа «градскими и уездными людьми» для избавления от мора. В 1634 г. храм перенесли на нынешнее, более высокое место, поскольку Вычегда сильно размывала берега; в 1654 г. деревянное здание построили заново.
В 1691–1697 гг. на месте деревянной возникла каменная одноэтажная тёплая церковь, в 1730 г. над ней возвели высокий второй этаж с холодным храмом, что придало всей постройке характерный для того времени облик. Здание изменили перестройки конца XIX века в распространённом тогда русском стиле: в 1892 г. новая шатровая колокольня с переходом заменила прежнюю ярусную колокольню с крыльцом-всходом над северную частью паперти, а через семь лет обширный двухэтажный придел почти закрыл северный фасад храма.

## Архитектура Сольвычегодска XIX—начала XX вв.
Дом купцов Пьянковых

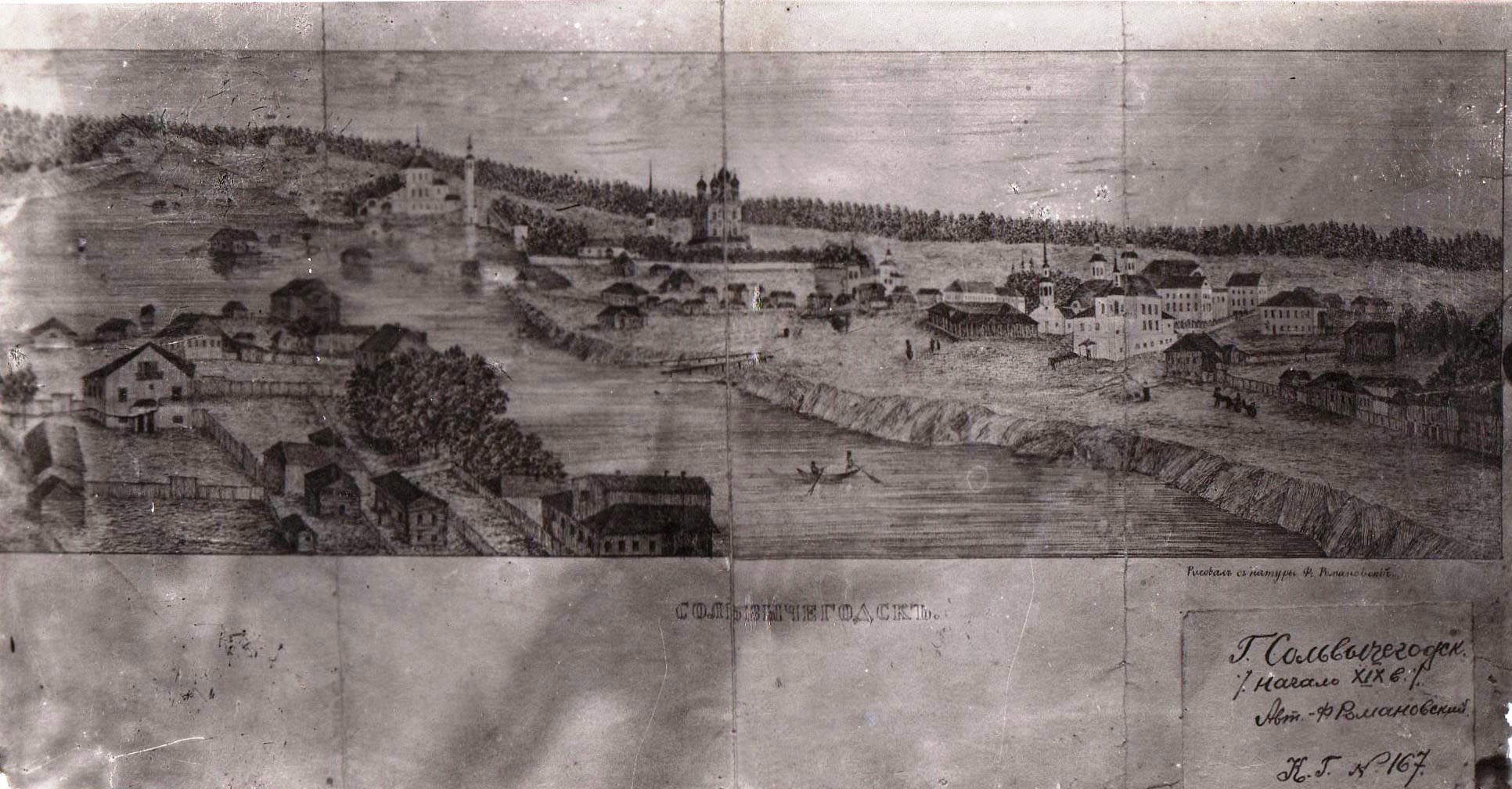
Начало XIX века. По центру река Усолка (сейчас это русло засыпано)

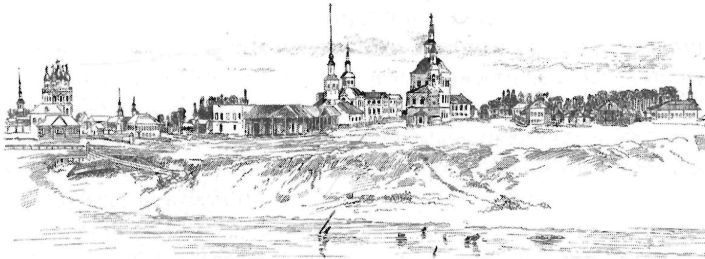
Общий вид Сольвычегодска, 1885 год. Берег реки Усолки (сейчас это русло засыпано)

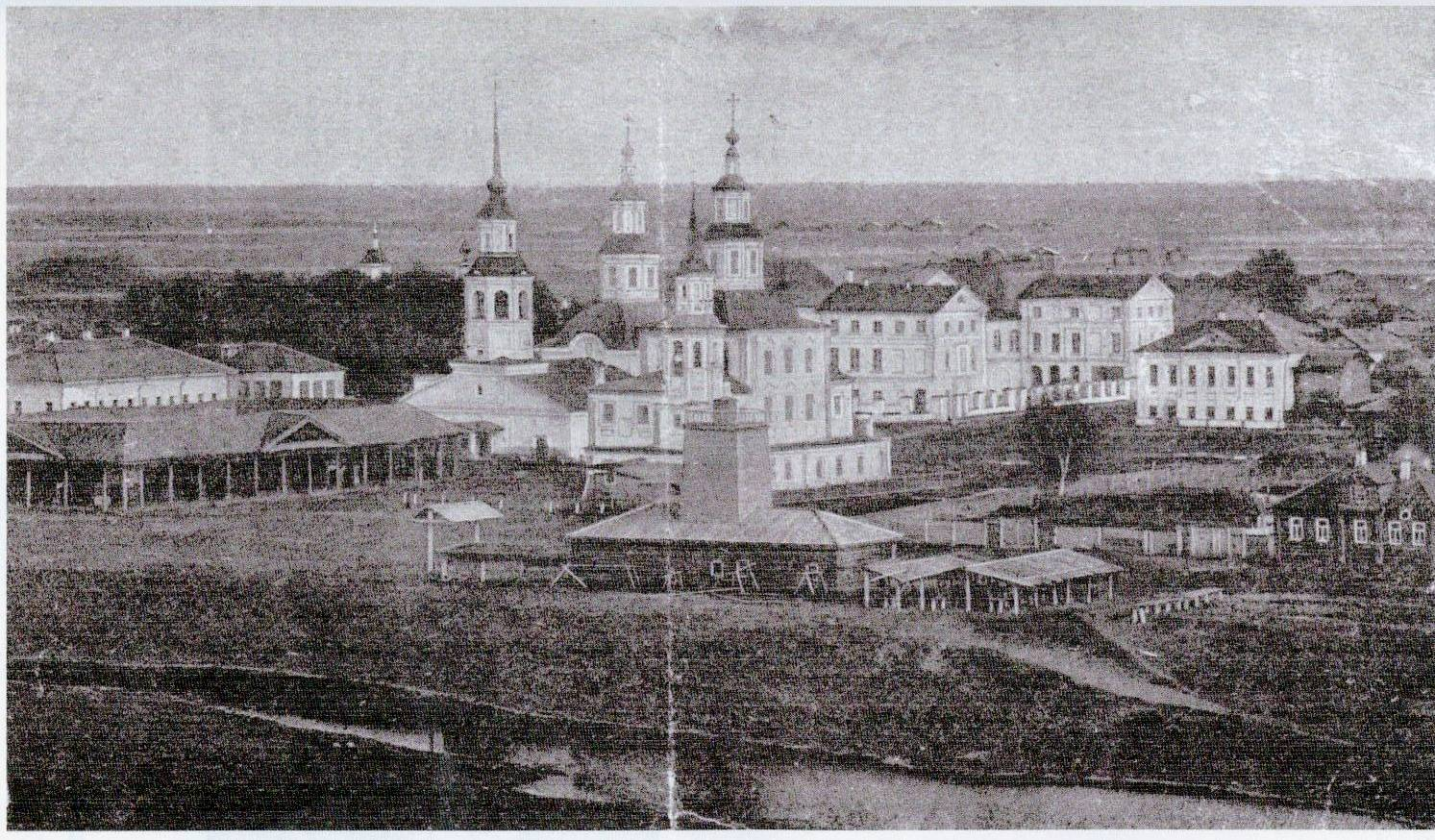
Сольвычегодск. Центр города. На фотографии нет дома Ионовых, который есть на следующей фотографии. Церковь по центру фотографии снесена, правее дом Пьянковых, ещё правее — торговый дом купца Боярынцева, сейчас сохранились. Слева от церкви кирпичные здания — все купцов Хаминовых, сейчас сохранились

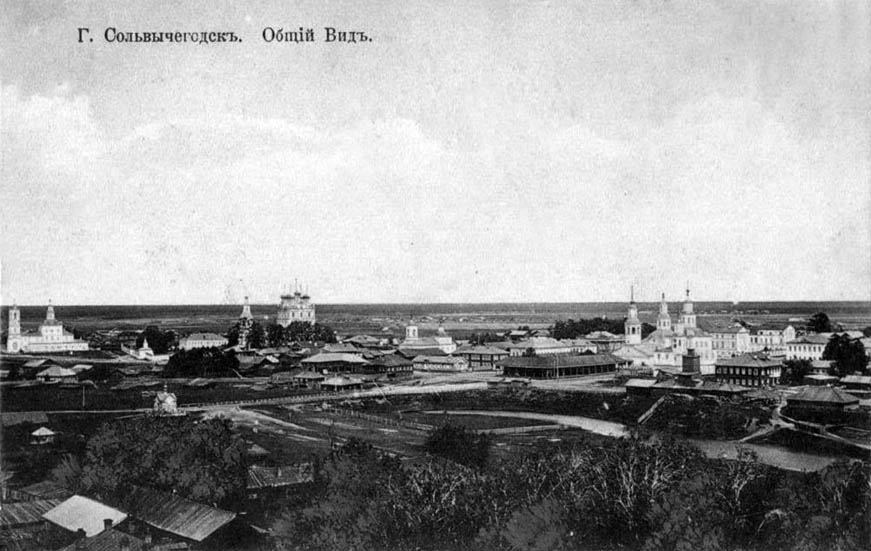
Сольвычегодск. Вид на северо-восток с колокольни Благовещенского собора. Конец XIX — начало XX века

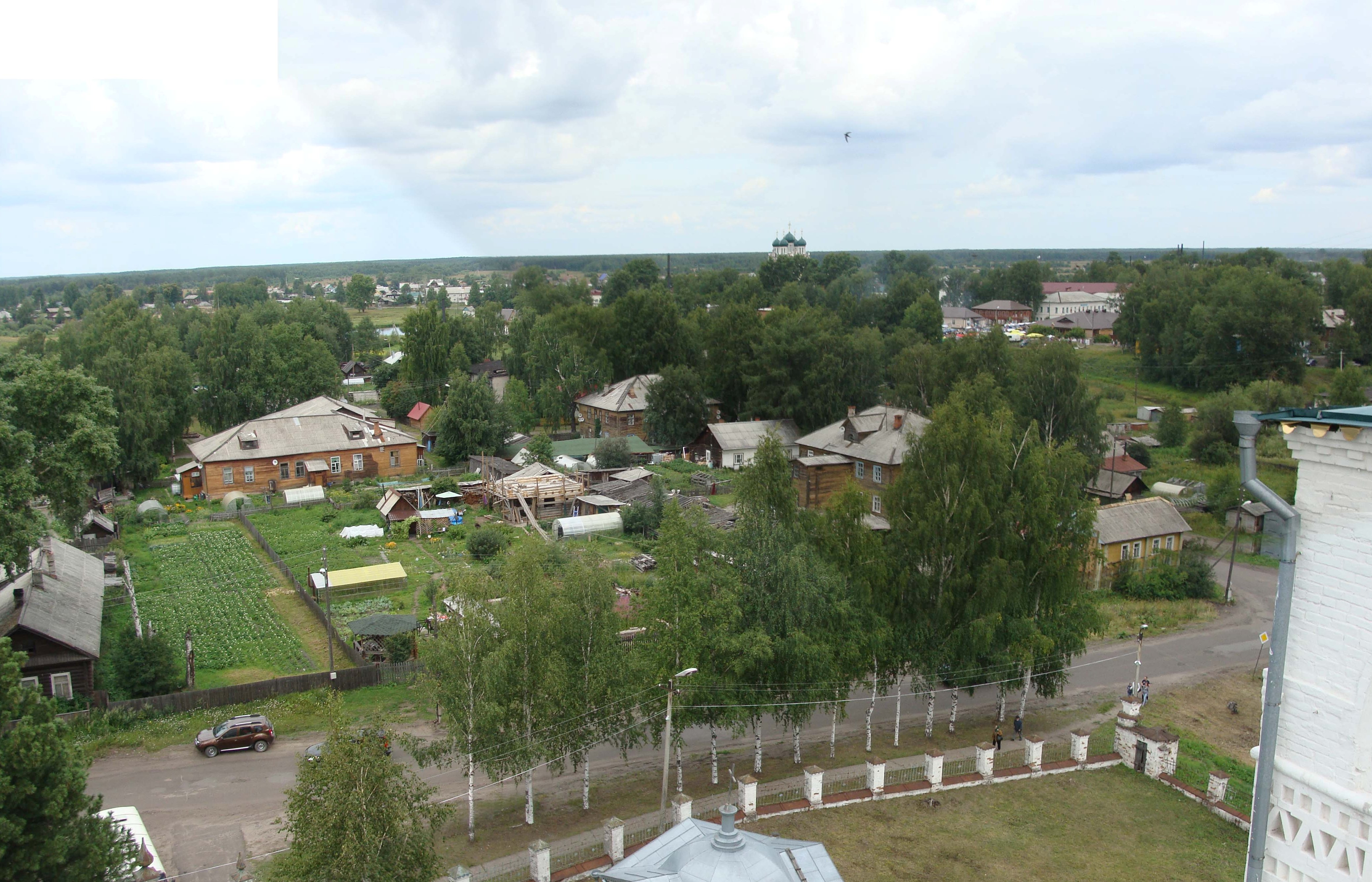
Сольвычегодск. Вид на северо-восток с колокольни Благовещенского собора. 2015 год

Сооружён в первой половине XIX в. и принадлежал богатым местным купцам. Здание имеет П-образную форму с основным двухэтажным корпусом и примыкающими к нему под прямыми углами боковыми крыльями в три этажа. Центральная часть главного фасада украшена шестиколонным портиком с аркадой в первом этаже и фронтоном в завершении.
Дом-памятник политических ссыльных
В 1909–1910 гг. в доме Григорова Николая Александровича, а в 1911 г. в доме Кузаковой Марии Прокопьевны отбывал ссылку Иосиф Джугашвили (Сталин). В 1933 г. Мария Прокопьевна передаёт переднюю половину дома Сольвычегодскому музею. В 1937 г. продаёт полностью дом, колодец и надворные постройки за 3 500 руб., взамен получает квартиру в Ленинграде. До 1962 г. дома Григорова и Кузаковой входили в комплекс музея им. И. В. Сталина.
Ряжевая набережная
В Государственном архиве Ярославской области хранится документ «Дело об отпуске денег на постройку обруба при Сольвычегодском Благовещенском соборе» за 1785 г..
В 1789 году А. С. Соскин в книге «История города Соли Вычегодской» пишет:

…ибо от самаго переселения из вышеписанного города Чернигова до ныне тою же рекою Вычегдою снесло земли городской болие половины, хотя берега и укреплены были обрубами и отводами. Как-то видны под городом в воде и песках, камни и щебень и ветхия деревья. А особливо берег вокруг Благовещенскаго собора весьма обрубами деревянными и большим каменьем укреплен господами баронами Строгановыми. Но ныне тот обруб пришел в самую ветхость.

Береговые укрепления на 1910 г. состояли из бревенчатых срубов, заполненных землёй и строительным мусором и обшитых снаружи досками. Общее протяжение их до 300 саженей при высоте от 3 до 3½ саженей; из общего протяжения укреплений — берег у Благовещенского собора 80 саженей и против Спасообыденной церкви 40 саженей.

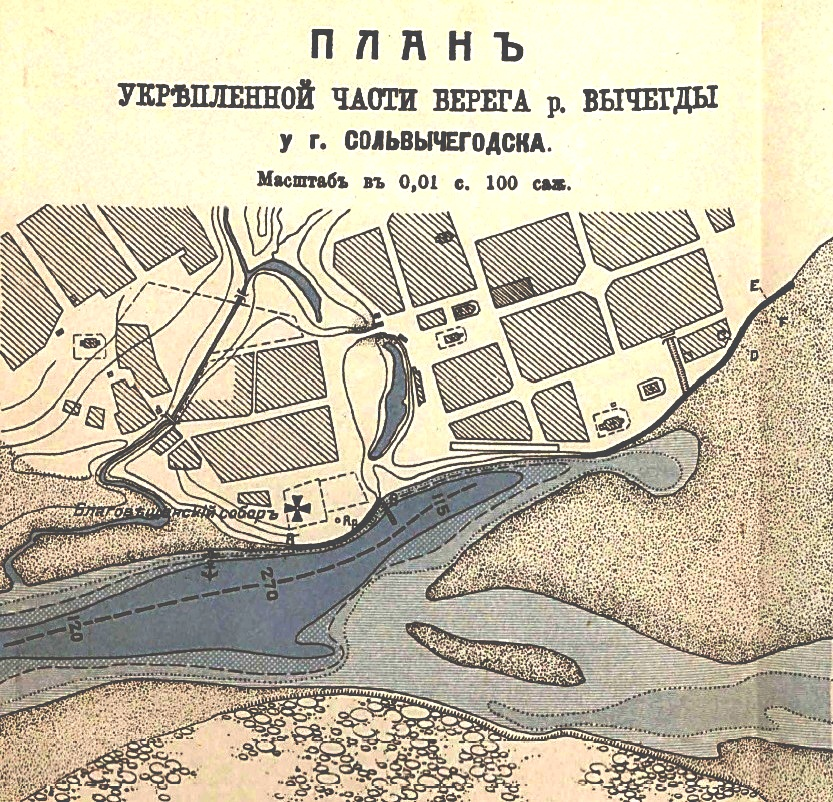
План укрепления берега (1910)
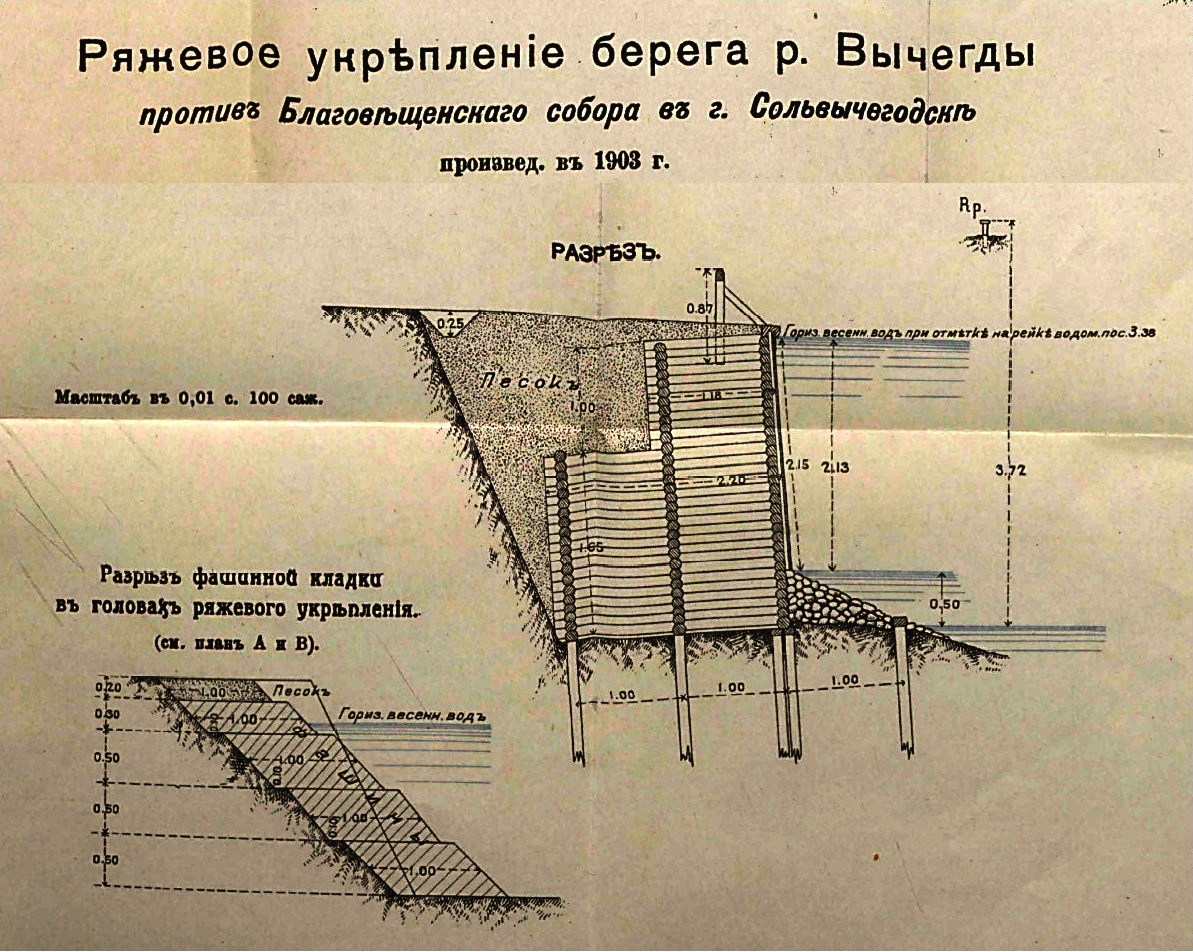
Чертежи укрепления берега (1910)
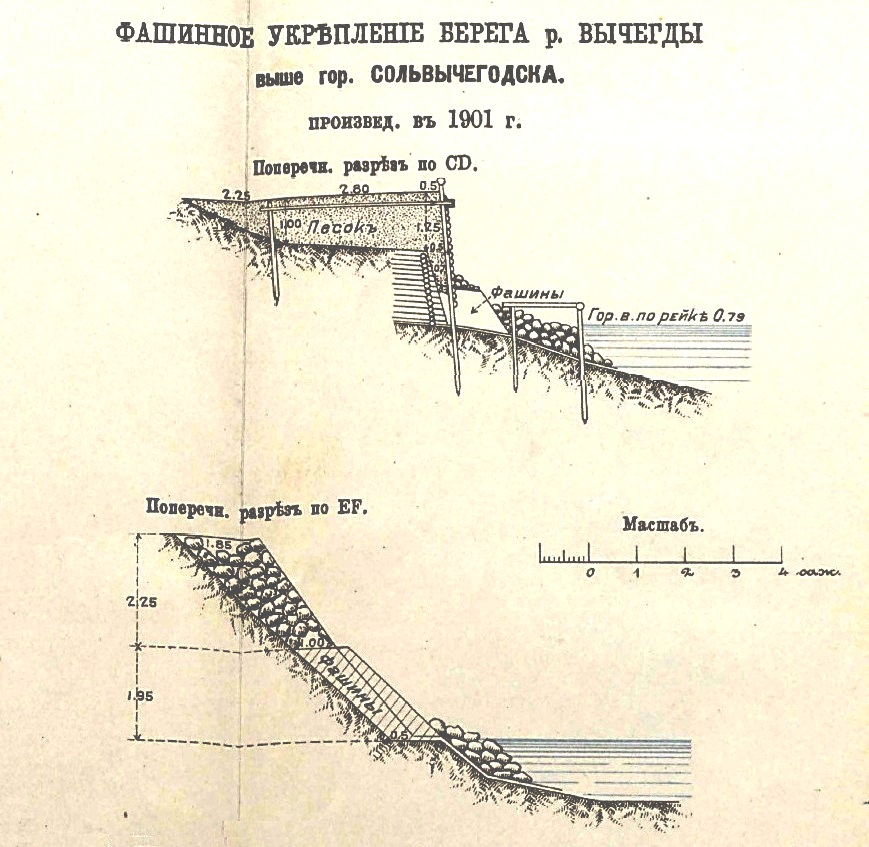
Чертежи укрепления берега (1910)
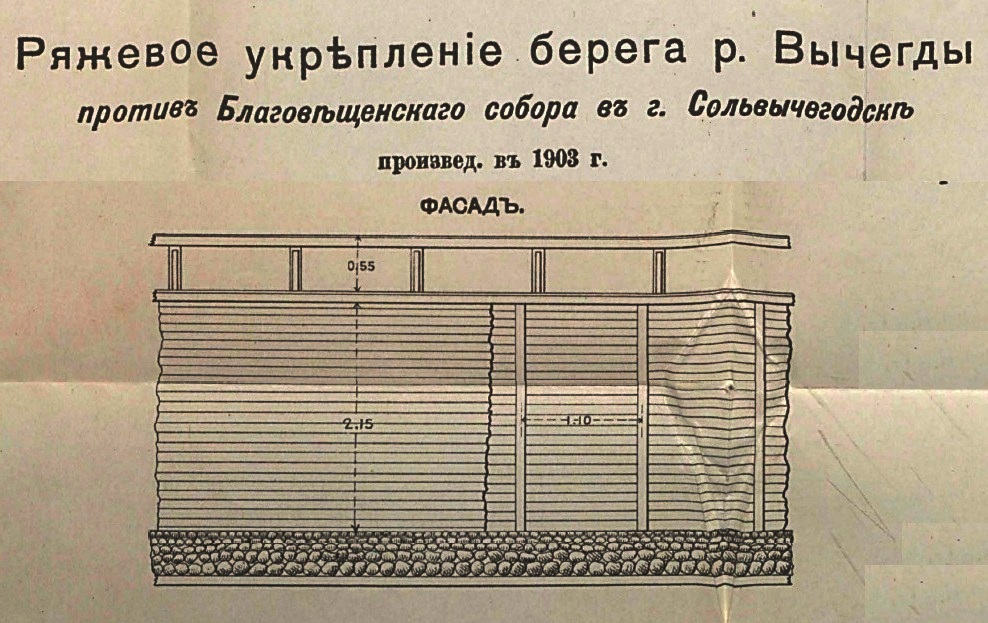
Чертежи укрепления берега (1910)
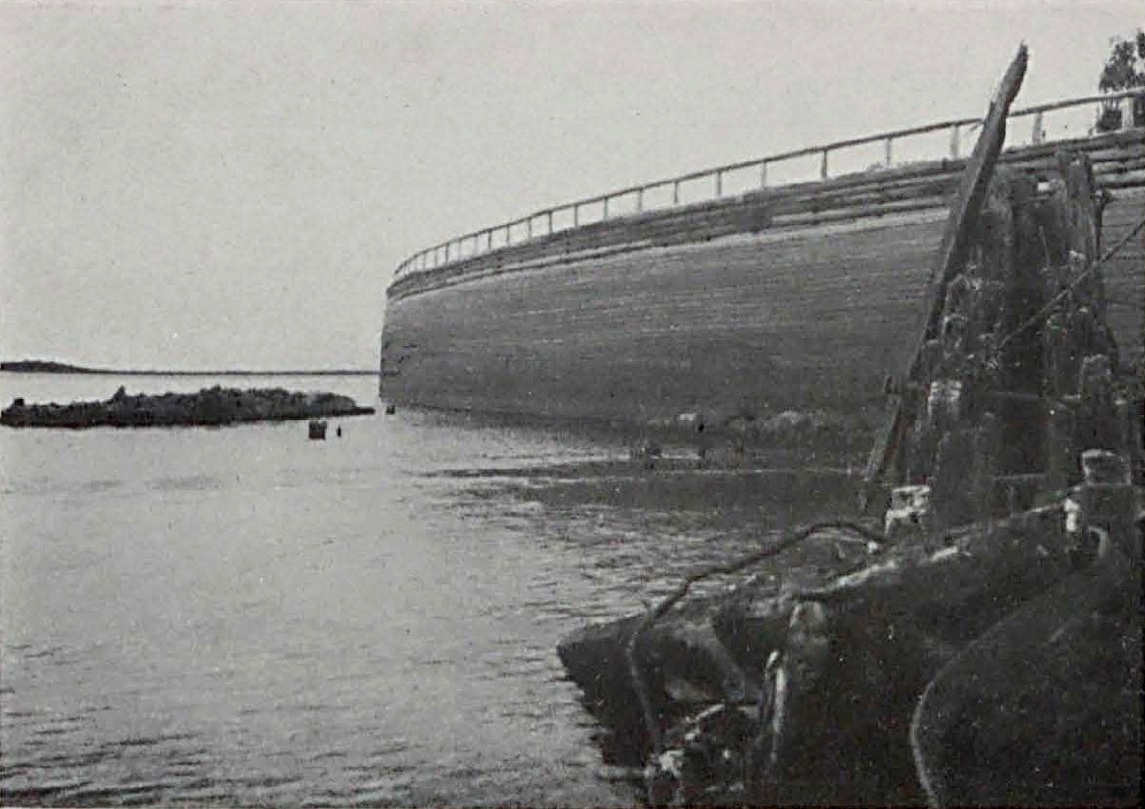
Ряжевая набережная и разрушенные ледорезы (1910)
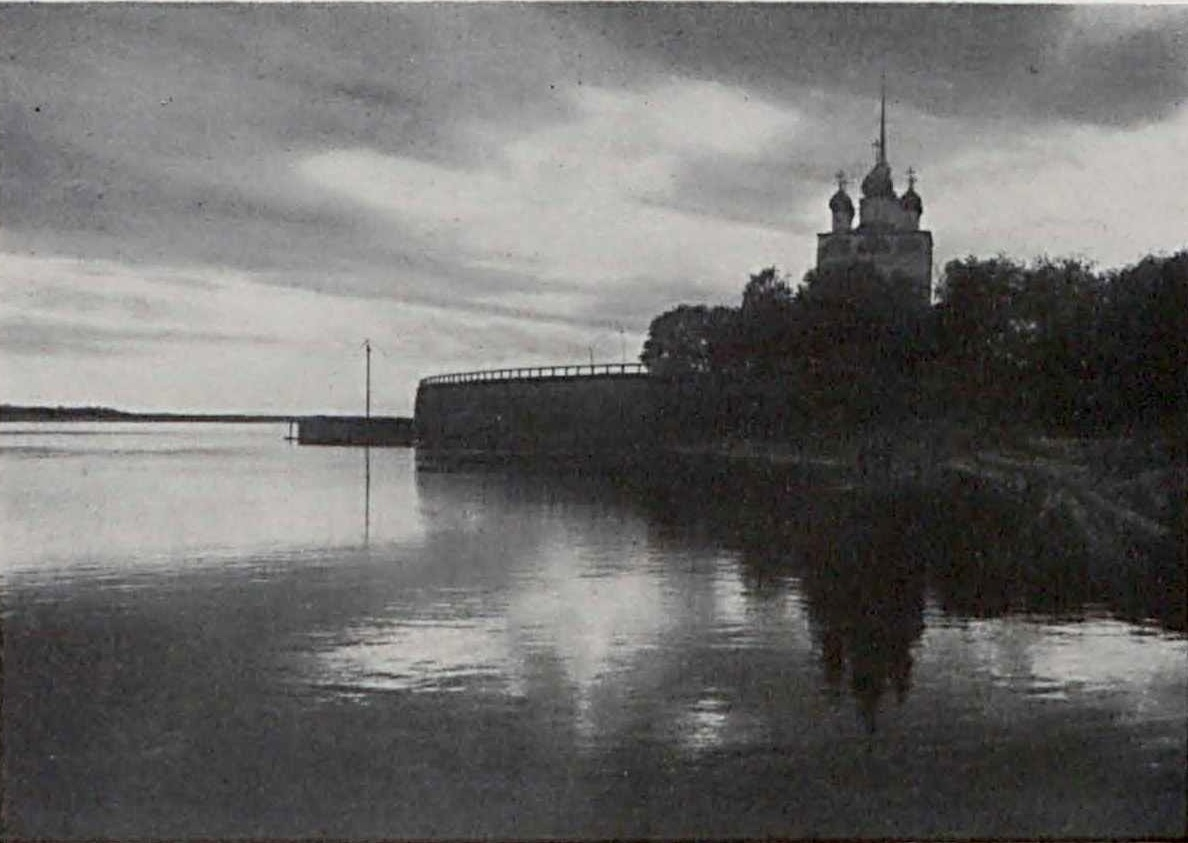
Благовещенский собор и ряжевая набережная (1910)
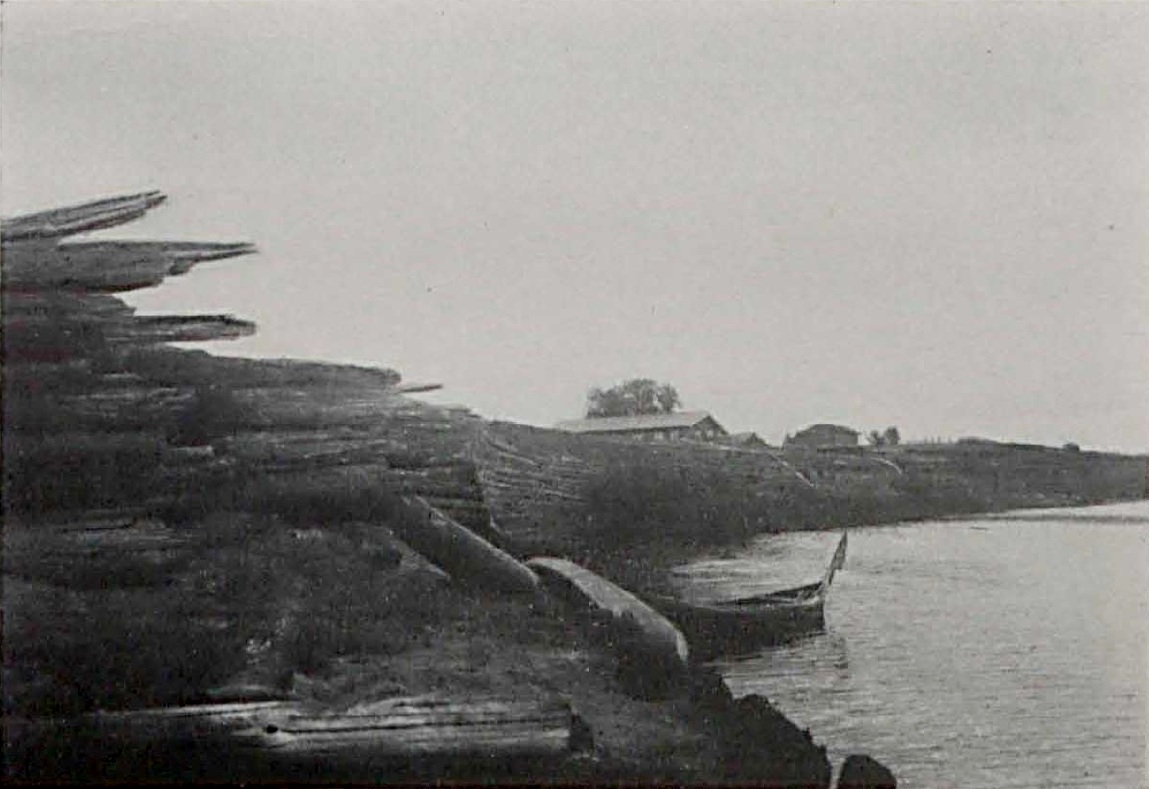
Разрушенная ряжевая набережная. На две версты выше по течению от Благовещенского собора (1910)
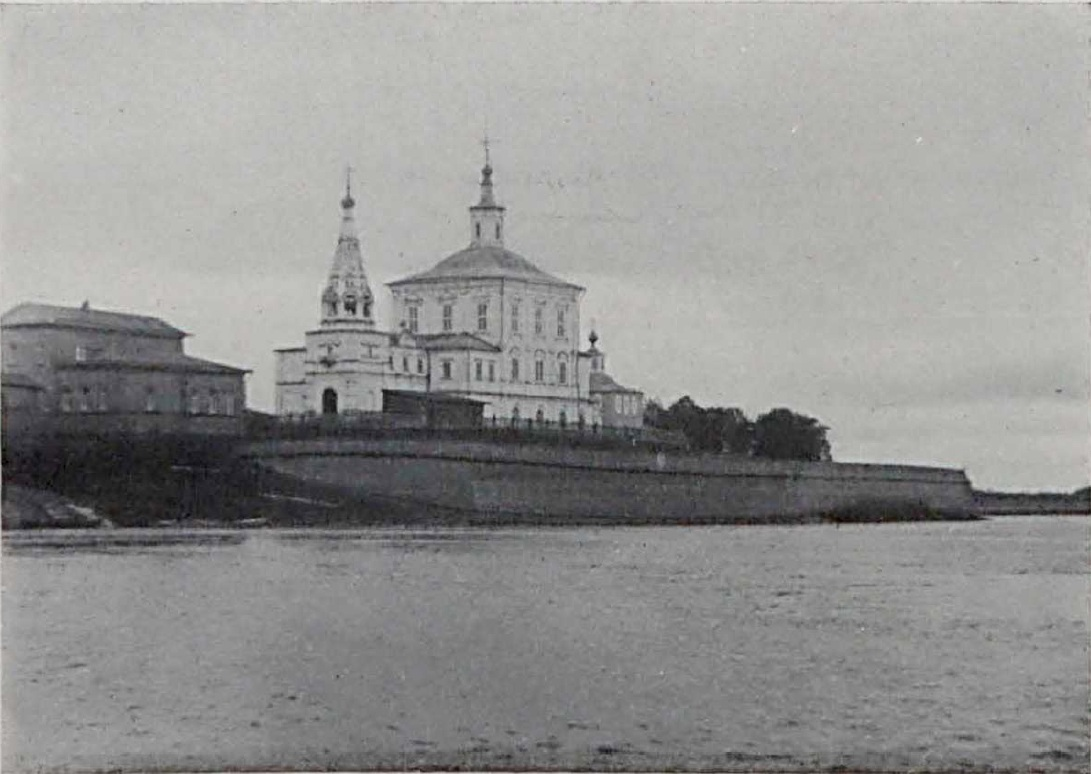
Укреплённый берег у Спасообыденной церкви (1910)

## Курорт

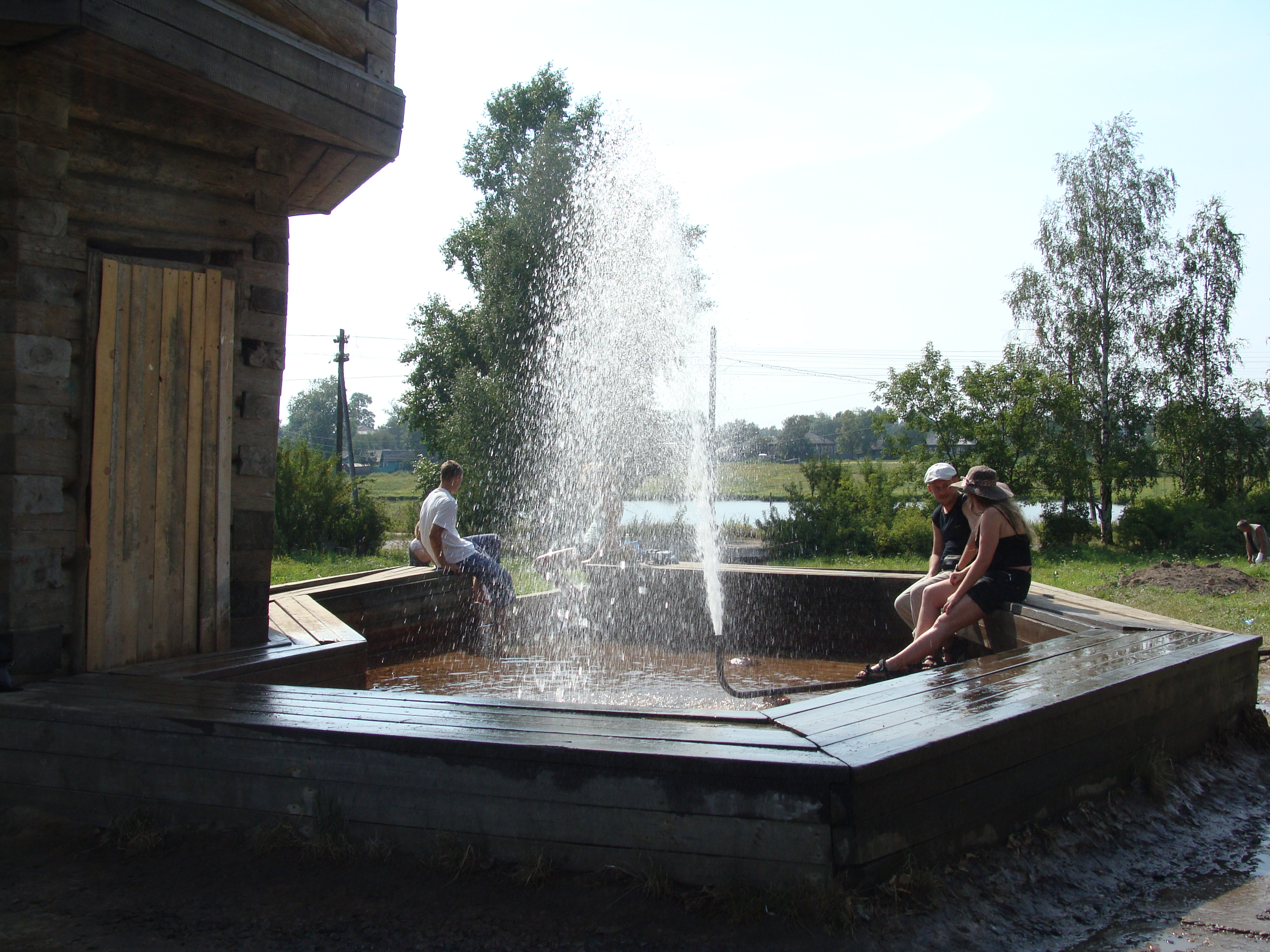
Фонтан с минеральной водой

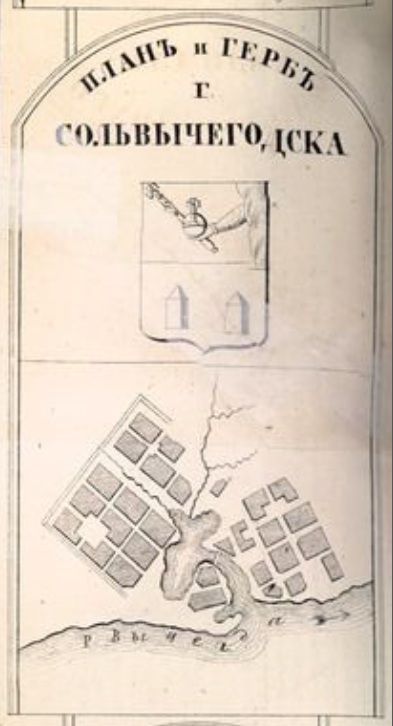
План Сольвычегодска (1846)

В 1923 г. в Сольвычегодске основан бальнеологический и грязевой курорт. Есть санатории, бальнеогрязелечебница, в том числе санаторий для детей с ревматическими заболеваниями.
Лечебными факторами являются хлоридно-сульфатная натриевая минеральная вода, которую используют для ванн и питья, а также сульфидная иловая грязь озера Солёное (Соляное).
В 1926 г. для определения глубины залегания слоя минеральной воды и получения её с места, которое не заливается во время разлива Вычегды, было проведено первое пробное бурение скважин на территории курорта. В результате этого бурения была определена глубина залегания — 82 м. В 1934 г. проводилась разведка нефти в Сольвычегодске. На глубине 162 м бурение было приостановлено, так как пошла вода под давлением до шести атмосфер. По концентрации солей она более насыщена, чем озёрная вода. Источник был передан курорту, обнесён восьмигранной башенной надстройкой и назван минеральным источником № 1. В 1936 г. производилось бурение на территории второго санатория. На глубине 80-90 м была получена минеральная вода. Источник был изолирован, обнесён деревянной надстройкой (бюветом) и назван минеральным источником № 2.
В Сольвычегодском месторождении (скважина 4) минеральная вода сульфатно-хлоридной натриевой группы. Минеральная вода относится к лечебно-столовым.

## Промышленность
Торфобрикетный завод (построен на территории бывшего городского аэродрома).

## Праздники
Фестиваль Козьмы Пруткова
Фестиваль юмора проводится совместно с Прокопьевской ярмаркой — 22 июля. Алексей Константинович Толстой и братья Алексей, Владимир и Александр Жемчужниковы выбрали местом рождения Козьмы Пруткова деревню Тентелевую близ Сольвычегодска, а датой его рождения 11 апреля 1801 года.

## Образование
В Сольвычегодске работает общеобразовательная школа, музыкальная школа № 44, школа-мастерская народных ремёсел.